# واژن
واژَن (به فرانسوی: vagin), مَهبَل، زِهراه، زهدان‌راه یا نیامه، در پستانداران، بخش انعطاف‌پذیر و عضلانی مجرای دستگاه تناسلی زنانه است که مدخلی به بخش بیرونی دستگاه تناسلی (فَرْج یا کُس) دارد. واژَن در انسان، از دهلیز تا دهانهٔ رحم گسترش می‌یابد. دهانهٔ بیرونی واژَن معمولاً تا حدی توسط یک لایه نازک از غشای مخاطی به نام پرده بکارت پوشیده شده است. در انتهای عمیق، دهانهٔ رحم (گردن رحم) به داخل واژَن برآمده می‌شود. واژَن امکان آمیزش جنسی و زایمان را فراهم می‌کند. همچنین جریان قاعدگی را که در انسان و پستانداران نزدیک به آنها به عنوان بخشی از چرخه قاعدگی رخ می‌دهد، هدایت می‌کند.
اگرچه تحقیقات دربارهٔ واژَن به خصوص برای حیوانات مختلف کمتر است، اما موقعیت، ساختار و اندازه آن بین گونه‌ها متفاوت است. معمولاً در پستانداران ماده، دو دهانهٔ خارجی در فرج وجود دارد؛ اینها دهانهٔ مجرای ادرار برای دستگاه ادراری و دهانهٔ واژَن برای دستگاه تناسلی هستند. این با پستانداران نر متفاوت است، که معمولاً یک مجرای ادراری برای دفع ادرار و تولید مثل دارند.
دهانهٔ واژَن بسیار بزرگتر از منفذ مجاور (ادراری) است و هر دو توسط لبه (فرج) در انسان‌ها محافظت می‌شوند. در دوزیستان، پرندگان، خزندگان و تک‌سوراخ‌سانان، پارگین‌ها تنها یک دهانهٔ بیرونی برای مجرای گوارشی، ادراری و تناسلی وجود دارد.
برای تسهیل نفوذ نرم‌تر به واژَن در هنگام رابطه جنسی یا سایر فعالیت‌های جنسی، رطوبت واژَن در هنگام برانگیختگی جنسی در انسانِ ماده و سایر پستاندارانِ ماده افزایش می‌یابد. این افزایش رطوبت باعث روانکاری و خیس شدن واژَن می‌شود که اصطکاک را کاهش می‌دهد. بافت دیواره‌های واژَن در هنگام رابطه جنسی برای آلت تناسلی مرد اصطکاک ایجاد می‌کند و آن را به سمت انزال تحریک کرده و امکان لقاح را فراهم می‌کند. علاوه بر لذت و ارتباط، رفتار جنسی زنان با دیگران (که می‌تواند شامل فعالیت جنسی دگرجنس‌گرایی یا همجنس‌گرایی زنانه باشد) می‌تواند منجر به بیماری‌های آمیزشی (STIs) شود، که خطر آنها با رعایت روش‌های رابطه جنسی امن کاهش می‌یابد. سایر مسائل بهداشتی نیز ممکن است بر روی واژَن انسان تأثیر بگذارد.
واژَن و لبهای بیرونی آن (فرج) در طول تاریخ واکنش‌های شدیدی در جوامع برانگیخته است، از جمله نگرش‌ها و زبان منفی، تابوهای فرهنگی، و از آنها به عنوان نمادهایی برای تمایلات جنسی زنانه، معنویت یا تجدید حیات استفاده شده است.
در زبان عامیانه، کلمه واژَن اغلب برای اشاره به لبهای بیرونی واژَن یا به‌طور کلی به دستگاه تناسلی زنان استفاده می‌شود. با این حال، بر اساس تعریف‌های واژه‌نامه‌ای و آناتومیکی، واژَن به صورت انحصاری به ساختار داخلی خاص اشاره دارد و درک این تمایز می‌تواند دانش دربارهٔ دستگاه تناسلی زنان را بهبود بخشد و در ارتباطات مراقبت‌های بهداشتی کمک کند.

## ریشه‌شناسی و تعریف
واژَن از واژه لاتین به معنای «غلاف» یا «نیام شمشیر» است. از واژَن همچنین می‌توان به‌عنوان «کانال زایمان» در زمینهٔ بارداری و زایمان یاد کرد. واژهٔ «واژَن» گرچه در فرهنگ واژگان و تعاریف آناتومیکی آن تعریف می‌شود، منحصراً به ساختار درونی خاص اشاره دارد، اما به طور عامیانه برای اشاره به کُس یا هم واژَن استفاده می‌شود.
استفاده از واژهٔ «واژَن» به‌معنای «کٌس» می‌تواند سردرگمی پزشکی یا قانونی ایجاد کند. به‌عنوان مثال، تفسیر شخص از مکان آن ممکن است با تفسیر دیگری از مکان مطابقت نداشته باشد. از نظر پزشکی، واژَن کانال بین پردهٔ بکارت و دهانهٔ رحم است، درحالی‌که از نظر قانونی، کٌس (بین لب‌ها) شروع می‌شود. ممکن است استفاده نادرست از واژهٔ واژَن به دلیل عدم توجه کافی به آناتومی اندام تناسلی زنان مانند تحقیقاتی که دربارهٔ اعضای تناسلی مردانه صورت گرفته است، باشد و این امر به عدم وجود واژگان صحیح برای دستگاهِ تناسلیِ خارجیِ زنان در میان عموم مردم و متخصصان بهداشت کمک کرده است. به همین دلیل درک بهتر دستگاه تناسلی زنان می‌تواند به مقابله با آسیب‌های جنسی و روانی در رابطه با رشد و نمو زنان کمک کند، محققان اصطلاح صحیح کٌس (vulva) را تأیید می‌کنند.

## ساختار

### تشریح خام
واژَن انسان یک کانال کشسان و عضلانی است که از فرج تا دهانهٔ رحم امتداد دارد. دهانهٔ واژَن در مثلث ادراری تناسلی قرار دارد. مثلث ادراری تناسلی مثلث جلویی میان‌دوراه است و همچنین از دهانهٔ مجرای ادرار و قسمت‌های مرتبط با دستگاه تناسلی خارجی تشکیل شده است. کانال واژَن به سمت بالا و عقب، بین مجرای ادرار در جلو و راست روده در عقب حرکت می‌کند. در نزدیکی واژَن فوقانی، دهانهٔ رحم در سطح جلویی خود با زاویهٔ تقریباً ۹۰ درجه به داخل واژَن بیرون زده است. منافذ واژَن و مجرای ادرار توسط لب‌ها محافظت می‌شوند.
وقتی واژَن از نظر جنسی برانگیخته نمی‌شود، یک لولهٔ جمع شده است که دیواره‌های جلویی و عقبی آن در کنار هم قرار گرفته‌اند. دیوارهای جانبی، به ویژه ناحیهٔ میانی آنها، نسبتاً سفت‌تر هستند. به همین دلیل، واژَن جمع شده دارای بخش عرضی H شکل است. در پشت، واژَن بالایی (فوقانی) توسط کیسه رکتوم رحمی، واژَن میانی توسط بافت همبند ترکیبی و واژَن زیرین (تحتانی) توسط میان‌دوراه از راست‌روده جدا می‌شود. در جایی که مجرای واژَن دهانهٔ رحم را احاطه می‌کند، به چهار ناحیه پیوسته (فورنیکس‌های واژَنی) تقسیم می‌شود. اینها فورنیکس جلویی، فورنیکس پشتی، فورنیکس راست و فورنیکس چپ هستند. فورنیکس پشتی نسبت به فورنیکس جلویی عمیق‌تر است.
حمایت از واژَن توسط عضلات و رباط‌های سه قسمتی بالا، میانی و زیرین آن انجام می‌شود. در یک سومِ بالایی عضلات، ماهیچه بالابرنده مقعد و رباط‌های ترنسرویکال، پوبوسرویکال و ساکروسرویکال، واقع شده‌اند. این بخش توسط قسمت‌های بالایی رباط‌های کاردینال و پارامتریوم پشتیبانی می‌شود. در قسمت میانی واژَن، دیافراگم ادراری تناسلی نقش دارد و توسط عضلات بالابرنده و قسمت پایینی رباط‌های کاردینال پشتیبانی می‌شود. قسمت زیرین واژَن توسط جسم نرمی به نام تنه زیرین، یا دیافراگم ادراری تناسلی و لگنی حمایت می‌شود. همچنین می‌توان قسمت زیرینی را به عنوان حمایت کننده قسمت پشتی‌واژَنی از عضله پوبوواژینال بالابرنده آنی توصیف کرد.

### دهانهٔ واژَن و پرده بکارت
دهانهٔ واژَن در انتهای پشتی دهلیز کاذب، پشت دهانهٔ مجرای ادرار قرار دارد. دهانهٔ واژَن معمولاً توسط لبه کوچک (لب‌های واژَن) پوشیده می‌شود، اما ممکن است پس از زایمان طبیعی در معرض دید قرار گیرد.
پرده بکارت لایه نازکی از غشای مخاطی است که دهانهٔ واژَن را احاطه کرده یا بخشی از آن را می‌پوشاند. اثرات آمیزش جنسی و زایمان بر پرده بکارت متفاوت است. ممکن است بخشی از آن پاره شود و کاملاً ناپدید شود یا بقایایی به نام «کارونکولا مایریتوفورمس» باقی بماند. در غیر این صورت، به دلیل انعطاف‌پذیری بسیار، ممکن است به حالت عادی خود بازگردد. علاوه بر این، پرده بکارت ممکن است در اثر بیماری، آسیب، معاینه بالینی، خودارضایی یا تمرین بدنی دچار پارگی شود. به این دلایل با بررسی پرده بکارت نمی‌توان باکرگی را به‌طور قطعی تشخیص داد.

### تنوع و اندازه
طول واژَن در زنان در سنین باروری متفاوت است. به دلیل وجود دهانهٔ رحم در دیواره جلویی واژَن، اختلاف طول بین دیواره جلویی تقریباً ۷٫۵ سانتیمتر (۲٫۵ تا ۳ اینچ) و دیوار پشتی، تقریباً ۹ سانتیمتر (۳٫۵ اینچ) وجود دارد. در طول برانگیختگی جنسی، واژَن از نظر طول و عرض منبسط می‌شود. اگر زن به صورت عمودی ایستاده باشد، کانال واژَن در جهت رو به عقب قرار می‌گیرد و زاویهٔ تقریباً ۴۵ درجه با رحم تشکیل می‌دهد. اندازه دهانهٔ واژَن و پرده بکارت نیز متفاوت است. در کودکان، اگرچه پرده بکارت معمولاً به صورت هلالی به نظر می‌رسد، اما اشکال مختلفی ممکن است وجود داشته باشد.

### رشد

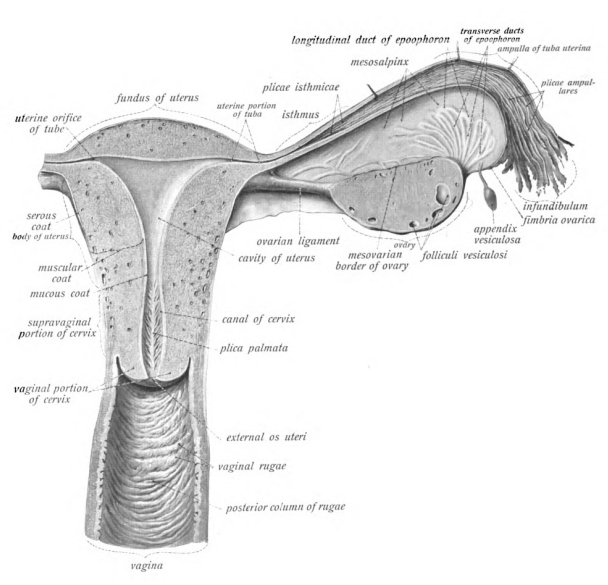
تصویری که بخش برش خورده واژَن و بخش بالایی دستگاه تناسلی زنانه را نشان می‌دهد (فقط یک تخمدان و لوله فالوپ نشان داده شده است). چین‌های دایره‌ای (که به آن روگا نیز می‌گویند) مخاط واژَن دیده می‌شود.

صفحه واژَن پیش ساز واژَن است. در طول رشد، در جایی که انتهای به هم پیوسته مجرای پارامزونفریک (مجرای مولرین) به عنوان غده سینوس وارد دیواره پشتی سینوس ادراری تناسلی می‌شود، صفحهٔ واژَن شروع به رشد می‌کند. همان‌طور که صفحه رشد می‌کند، به‌شکل قابل توجهی دهانهٔ رحم و سینوس ادراری تناسلی را از هم جدا می‌کند. در نهایت، سلول‌های مرکزی صفحه تجزیه می‌شوند و مجرای واژَن را تشکیل می‌دهند. این معمولاً در هفته بیست تا بیست و چهارم رشد رخ می‌دهد. اگر مجرا تشکیل نشود یا ناقص باشد، غشاهایی به نام سپتوم واژَن می‌توانند در سراسر یا اطراف دستگاه ایجاد شوند و منجر به انسداد مجرای خروجی در مراحل بعدی زندگی می‌شوند.
در طول تمایز جنسی در انسان، بدون تستوسترون، سینوس ادراری تناسلی به عنوان دهلیز کاذب واژَن باقی می‌ماند. دو چین ادراری تناسلی برجستگی تناسلی لبه کوچک را تشکیل می‌دهند و رشد تورم‌های لابیوسکروتوم باعث تشکیل لبه بزرگ می‌شود.
در مورد منشأ جنینی واژَن، نظرات متناقضی وجود دارد. دیدگاه اکثریت توصیف کاف در سال ۱۹۳۳ است که بیان می‌کند که دو سوم بالایی واژَن از قسمت دمی مجرای مولر منشأ می‌گیرد، در حالی که قسمت زیرین واژَن از سینوس ادراری تناسلی ایجاد می‌شود. دیدگاه‌های دیگر شرح بولمر در سال ۱۹۵۷ است که اپیتلیوم واژَن صرفاً از اپیتلیوم سینوس ادراری تناسلی نشأت می‌گیرد، و تحقیق ویچی در سال ۱۹۷۰، که توصیف کوف را مجدداً بررسی کرد و به این نتیجه رسید که بالب‌های سینوواژینال همان قسمت‌های پایینی مجرای ولف هستند. دیدگاه ویچی توسط تحقیقات اسیان و همکاران، بوک و دروس پشتیبانی می‌شود. رابوی و همکاران نظریات کاف و بولمر را مورد بررسی قرار داده‌اند و توصیف بولمر را با توجه به تحقیقات خود پشتیبانی می‌کنند. این اختلافات ناشی از پیچیدگی بافت‌های مرتبط و عدم وجود یک مدل حیوانی که با رشدِ واژَنِ انسان مطابقت داشته باشد، است. به همین دلیل، مطالعهٔ رشد واژَن انسان در حال انجام است و ممکن است به حل داده‌های متناقض کمک کند.

## میکروآناتومی

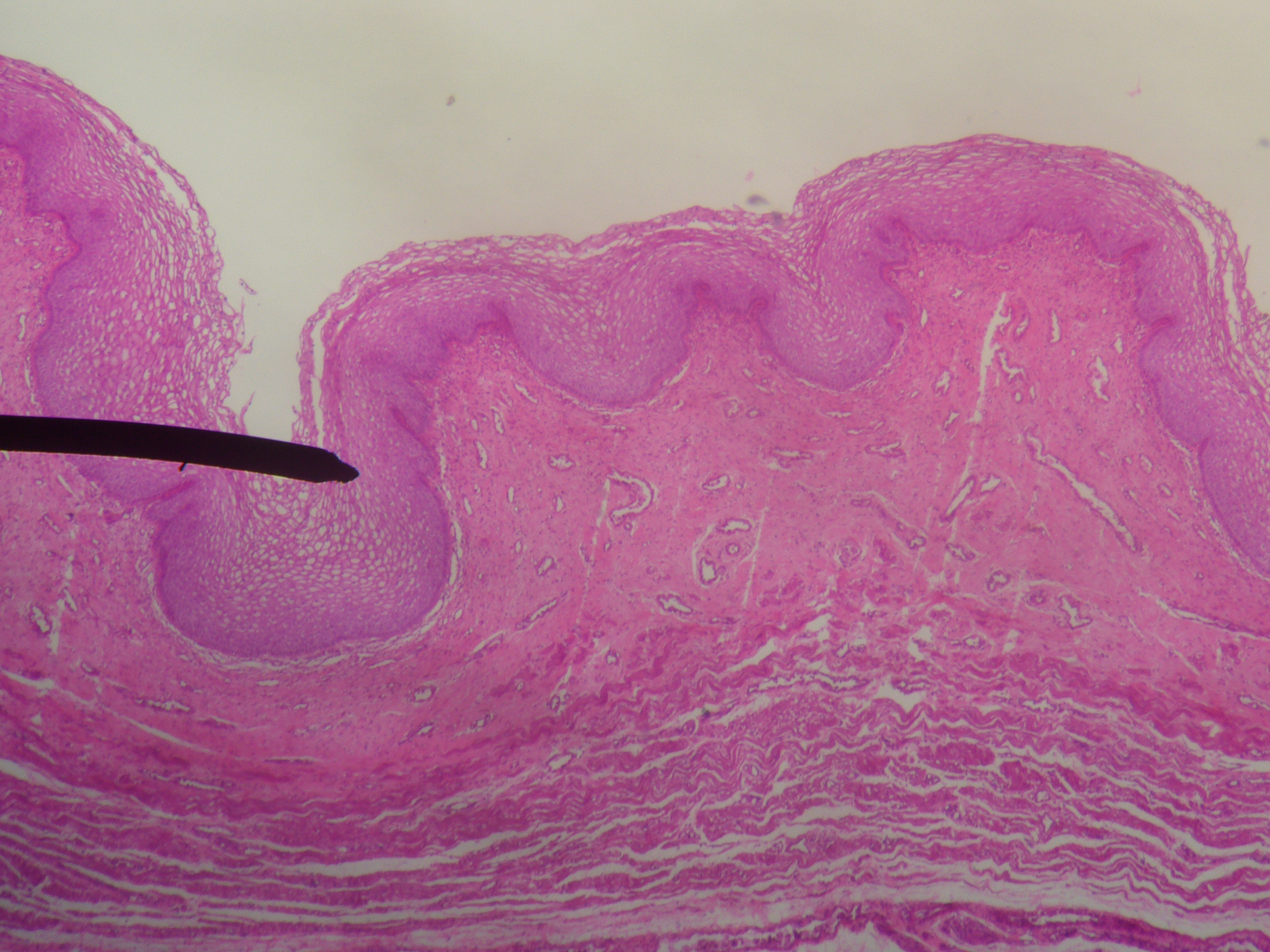
عکاسی ریزنگاری بزرگنمایی شده با قدرت متوسط از یک اسلاید رنگ‌آمیزی H&E که بخشی از دیواره واژَن را نشان می‌دهد. سلول‌های اپیتلیوم سنگفرشی (مسطح) و بافت همبند زیرین دیده می‌شود. لایه‌های عضلانی عمیق‌تر نشان داده نمی‌شوند. خط سیاه به یک چین در غشای مخاطی اشاره دارد.

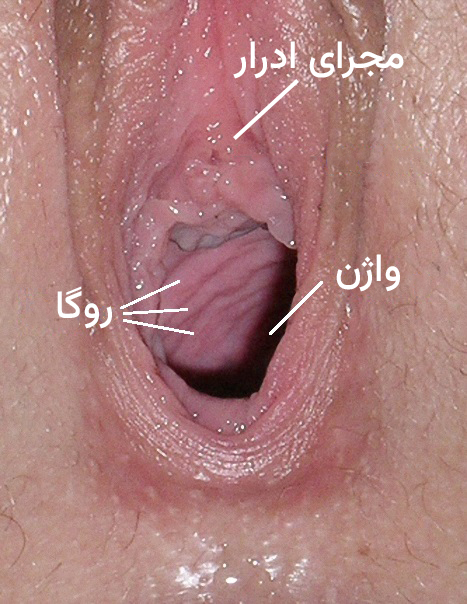
چین‌های مخاطی (یا روگاهای واژَن) در یک سوم جلویی واژَن نشان داده می‌شوند.

دیواره واژَن از داخل به سمت بیرون ابتدا از غشای مخاطی از سلول‌های لایه‌بندی شده (اپیتلیوم) یا سلول‌های پوششی سنگفرشی (مسطح) تشکیل شده است که کراتینه نشده است و لایه‌ای نازک از بافت همبند در زیر آن قرار دارد. در دومین لایه، لایه‌ای از ماهیچه‌های صاف با دسته‌هایی از الیاف دایره‌ای داخلی به الیاف طولی (آنهایی که در جهت طولی قرار دارند) وجود دارد. در نهایت، یک لایه بیرونی از بافت همبند به نام بافت همبند پوششی وجود دارد. در برخی منابع پزشکی با شمارش دو لایه‌یِ زیرینِ غشایِ مخاطی (اپیتلیوم و لامینا پروپریا) به صورت جداگانه، چهار لایه را فهرست می‌کنند.
لایه عضلانی صاف در داخل واژَن نیروی انقباضی ضعیفی دارد که می‌تواند فشاری در مجرای واژَن ایجاد کند؛ اما نیروی انقباضی قوی‌تر مانند زمان زایمان از عضلات کف لگنی (دیافراگم لگنی) ناشی می‌شود که به بافت همبند پوششی اطراف واژَن متصل هستند.
لامینا پروپریا، سرشار از عروق خونی و کانال‌های لنفاوی است. این لایه عضلانی از رشته‌های عضلانی صاف تشکیل شده است که یک لایه بیرونی عضله طولی، یک لایه داخلی از ماهیچه دایره‌ای و الیاف عضلانی مورب بین آنها قرار دارد. لایه بیرونی، بافت همبند پوششی، یک لایه نازک متراکم از بافت همبند است و با بافت ترکیبی حاوی رگ‌های خونی، عروق لنفاوی و رشته‌های عصبی که بین اندام‌های لگنی قرار دارند، ترکیب می‌شود. غشای مخاطی واژَن از غده‌ها محروم هستند. آن تاج‌ها (برآمدگی‌های عرضی یا روگاها) چین‌هایی را تشکیل می‌دهند که در یک سوم بیرونی واژَن برجسته‌تر هستند. عملکرد آنها این است که سطح واژَن را برای گسترش و کشش افزایش دهند.
بافت پوششی اکتوسرویکس (بخشی که دهانهٔ رحم به داخل واژَن متصل می‌شود) امتدادی از پوشش داخلی واژَنی است و مرز مشترکی با آن دارد. پوشش داخلی واژَنی از لایه‌هایی از سلول‌ها تشکیل شده است، از جمله سلول‌های پایه، سلول‌های پاراباسال، بافت پوششی و سلول‌های میانی. لایه پایه روکش سلولی از نظر میتوزی فعال‌ترین است و سلول‌های جدید را تولید می‌کند. سلول‌های سطحی به‌طور مداوم ریزش می‌کنند و سلول‌های پایه جایگزین آن‌ها می‌شوند. استروژن باعث پر شدن سلول‌های میانی و سطحی با گلیکوژن می‌شود. سلول‌های لایه پایه پایین‌تر از فعالیت متابولیکی، به سمت مرگ سلولی (آپوپتوز) تغییر می‌کنند. در این لایه‌های میانی از پوشش سلولی، سلول‌ها شروع به از دست دادن میتوکندری و سایر اندامک‌های خود می‌کنند. سلول‌ها در مقایسه با سایر بافت‌های پوششی بدن، معمولاً سطح بالایی از گلیکوژن را حفظ می‌کنند.
تحت تأثیر استروژن مادر، واژَن نوزاد دو تا چهار هفته پس از تولد با بافت پوششی سنگفرشی واژَنی (یا غشای مخاطی) ضخیم پوشیده می‌شود. از آن زمان تا دوران بلوغ، پوشش سلولی نازک با تنها چند لایه از سلول‌های مکعبی بدون گلیکوژن باقی می‌ماند. پوشش سلولی نیز دارای رگه‌های کمی است و قبل از بلوغ قرمز رنگ است. هنگامی که بلوغ شروع می‌شود، غشای مخاطی ضخیم می‌شود و دوباره تحت تأثیر افزایش سطح استروژن دختر، به پوشش سلولی لایه‌ای با سلول‌های حاوی گلیکوژن تبدیل می‌شود. در نهایت، پوشش سلولی از یائسگی به بعد نازک می‌شود و در نهایت به دلیل کمبود استروژن، گلیکوژن ندارد. سلول‌های سنگفرشی مسطح در برابر سایش و عفونت مقاوم تر هستند. نفوذپذیری لایهٔ سطحی امکان پاسخ مؤثر سیستم ایمنی را فراهم می‌کند زیرا آنتی‌بادی‌ها و سایر اجزای ایمنی به راحتی می‌توانند به سطح برسند. لایهٔ سطحی واژَن از بافت مشابه پوست متفاوت است. لایهٔ بیرونی پوست (اپیدرم) به دلیل حاوی سطوح بالای چربی، که مقاومت نسبی در برابر آب دارد این امکان را فراهم می‌کند که آب و مواد حل شونده در آب، از طریق بافت عبور کنند. کراتینه شدن زمانی اتفاق می‌افتد که لایهٔ سطحی در معرض اتمسفر خشک خارجی قرار می‌گیرد. در شرایط غیرطبیعی، مانند افتادگی واژَن، غشای مخاطی ممکن است در معرض هوا قرار گیرد، خشک و کراتینه شود.

## تأمین خون و اعصاب
خون عمدتاً از طریق سرخرگ واژینال به واژَن می‌رسد که از شاخه‌ای از سرخرگ تهیگاهی درونی یا سرخرگ زهدانی بیرون می‌آید. شریان‌هایِ واژَنیِ بازپیوندی (به هم پیوسته‌اند) به همراه شاخه گردنی شریان رحمی در سمت واژَن به هم پیوند می‌خورند؛ این باعث تشکیل شاخه‌های واژینال سرخرگ زهدانی می‌شود که در خط میانی جلویی و پشتی واژَن قرار دارد. سایر شریان‌هایی که به واژَن تأمین خون می‌کنند شامل شریان رکتوم میانی و سرخرگ شرمگاهی درونی هستند، که هر دوی آنها شاخه‌هایی از شریان سیاهرگ داخلی هستند. سه گروه عروق لنفاوی همراه با این شریان‌ها همراهی می‌کنند؛ گروه بالایی همراه با شاخه‌های واژَن شریان رحمی؛ گروه میانی همراه با شریان‌های واژَن همراهی می‌کند؛ و گروه زیرین، لنف را از ناحیه بیرون پرده بکارت و در غدد لنفاوی اینگوینال تخلیه می‌کنند. نود و پنج درصد کانال‌های لنفاوی واژَن در ۳ میلی‌متری سطح واژَن قرار دارند.
دو رگ اصلی خون را از واژَن تخلیه می‌کنند، یکی در سمت چپ و دیگری در سمت راست. اینها یک شبکه از رگ‌های کوچکتر، شبکه وریدی واژَن را در کناره‌های واژَن تشکیل می‌دهند که با شبکه‌های وریدی مشابه رحم، مثانه و رکتوم متصل می‌شوند. اینها در نهایت در سیاهرگ تهیگاهی درونی تخلیه می‌شوند.
تأمین عصب واژَن بالایی، از ناحیه سمپاتیک و پاراسمپاتیک شبکه لگنی و تأمین عصب واژَن زیرین از عصب زهاری انجام می‌شود.

## کارکرد

### ترشحات
ترشحات واژَن عمدتاً از رحم، دهانهٔ رحم و لایه سلولی واژَن تولید می‌شوند، علاوه بر این، در هنگام تحریک جنسی، ترشحات واژَنی کوچکی از غده‌های بارتولین نیز تولید می‌شود.
کمی ترشح لازم است تا واژَن مرطوب شود. ترشحات ممکن است در طول تحریک جنسی، اواسط یا کمی قبل از قاعدگی یا در دوران بارداری افزایش یابد. قاعدگی (همچنین به عنوان «پریود»، «عادت ماهانه» یا «دشتان» شناخته می‌شود) تخلیه منظم خون و بافت مخاطی (معروف به قاعدگی) از دیوارهٔ داخلیِ رحم از طریق واژَن است. غشای مخاطی واژَن در طول چرخه قاعدگی از نظر ضخامت و ترکیب تغییر می‌کند، که تغییر طبیعی و منظمی است که در دستگاه تولیدمثل زنان (به ویژه رحم و تخمدان‌ها) رخ می‌دهد و بارداری را ممکن می‌سازد. محصولات بهداشتی مختلفی مانند تامپون، فنجان قاعدگی و نوار بهداشتی برای جذب یا گرفتن خون قاعدگی در دسترس هستند.
غدد بارتولین که در نزدیکی دهانهٔ واژَن قرار دارند، در ابتدا به عنوان منبع اولیه روانکاری واژَن در نظر گرفته می‌شدند، اما بررسی‌های بیشتر نشان داد که آنها تنها چند قطره مخاط فراهم می‌کنند. روانکاری واژَن بیشتر از طریق تراوش پلاسمایی به نام ترانسودات از دیواره‌های واژَن فراهم می‌شود. این در ابتدا به صورت قطراتی مانند عرق شکل می‌گیرد و به دلیل افزایش فشار مایع در بافت واژَن (گرفتگی عروق) ناشی از ترشح پلاسما به عنوان ترانسودات از مویرگ‌ها از طریق لایه سلولی واژَن آزاد می‌شود.
قبل و در حین تخمک گذاری، غدد مخاطی درون دهانهٔ رحم انواع مختلفی از مخاط ترشح می‌کنند که یک محیط قلیایی و بارور در کانال واژَن فراهم می‌کند که برای بقای اسپرم مطلوب است. پس از یائسگی، روانکاری واژَن به‌طور طبیعی کاهش می‌یابد.

### تحریک جنسی
پایانه‌های عصبی در واژَن می‌توانند احساسات لذت بخشی را در هنگام تحریک واژَن در طول فعالیت جنسی ایجاد کنند. زنان ممکن است از یک بخش از واژَن لذت ببرند یا از احساس نزدیکی و پرشدگی در هنگام دخول به واژَن لذت ببرند. به دلیل کمبود پایانه‌های عصبی در واژَن، زنان اغلب تحریک جنسی کافی یا ارتعاش جنسی دریافت نمی‌کنند، به همین دلیل تنها به دلیل نفوذ واژَنی (دخول)، لذت نمی‌برند یا ارگاسم نمی‌یابند. اگرچه برخی مطالعات به‌طور معمول ترکیب بیشتری از پایانه‌های عصبی و بنابراین حساسیت بیشتر در نزدیکی ورودی واژَن (یک سوم بیرونی یا یک سوم پایینی) را نشان می‌دهد، اما برخی از بررسی‌های علمی دربارهٔ عصب‌بندی دیواره واژَن نشان می‌دهد که هیچ ناحیه خاصی با تراکم بیشتری از پایانه‌های عصبی وجود ندارد. تحقیقات دیگر نشان می‌دهد که تنها برخی از زنان دارای تراکم بیشتری از پایانه‌های عصبی در دیواره جلویی واژَن هستند. به دلیل پایانه‌های عصبی کمتر در واژَن، درد زایمان به‌طور قابل توجهی قابل تحمل تر است.
به‌دست آوردن لذت از طریق واژَن می‌تواند به اشکال گوناگونی انجام شود. علاوه بر نفوذ به وسیله آلت تناسلی مرد، لذت می‌تواند از خودارضایی، انگشت کردن، آمیزش جنسی دهانی (فرج‌لیسی) یا روش‌های آمیزش جنسی خاص (مانند پوزیشن میسیونری یا موقعیت جنسی به شیوه قاشقی) نیز به دست آید. زوج‌های دگرجنس‌گرا ممکن است به‌عنوان شکلی از عشق‌بازی برای تحریک جنسی یا همراهی، یا به‌عنوان یک نوع پیشگیری از بارداری، یا برای حفظ باکرگی، به انگشت کردن مشغول شوند. به‌طور معمول، آنها ممکن است از اعمال جنسی غیر آلت تناسلی-واژَنی به عنوان ابزار اصلی لذت جنسی استفاده کنند. در مقابل، لزبین‌ها و سایر زنانی که با زنان رابطه جنسی دارند (زنان زن‌آمیز)، معمولاً از انگشت کردن به عنوان اصلی‌ترین فعالیت جنسی استفاده می‌کنند. برخی از زنان و زوج‌ها از اسباب بازی‌های جنسی مانند ویبراتور یا دیلدو برای لذت واژَنی استفاده می‌کنند. کاما سوترا، یک متن باستانی هندو که توسط واتسیایانا مالانگا نوشته شده است و شامل تعدادی موقعیت جنسی است، ممکن است برای افزایش لذت جنسی، مخصوصاً برای رضایت جنسی زنان استفاده شود.
بیشتر زنان برای رسیدن به ارگاسم نیاز به تحریک مستقیم کلیتوریس دارند. کلیتوریس در تحریک واژَن نقش دارد. این یک اندام جنسی با ساختار چندسطحی است که شامل تعداد زیادی پایانه‌های عصبی، با چسبندگی گسترده به قوس شرمگاهی و بافت حمایت کننده گسترده به لبهای واژَن است. تحقیقات نشان می‌دهد که یک خوشه بافتی با واژَن تشکیل می‌دهد. این بافت ممکن است در برخی از زنان گسترده‌تر از سایرین باشد، که ممکن است به رسیدن به ارگاسم‌های واژَنی کمک کند.
در هنگام تحریک جنسی و به ویژه تحریک کلیتوریس، دیوارهای واژَن روان می‌شوند. این فرایند پس از ده تا سی ثانیه تحریک جنسی آغاز می‌شود و با افزایش زمان تحریک، مقدار آن افزایش می‌یابد. این فرایند اصطکاک یا آسیبی که ممکن است به دلیل وارد شدن آلت تناسلی به واژَن یا نفوذ اشیاء دیگری به واژَن در طول فعالیت جنسی ایجاد شود را کاهش می‌دهد. طول واژَن در زمان تحریک افزایش می‌یابد و می‌تواند در پاسخ به فشار همچنان افزایش یابد؛ وقتی زن کاملاً برانگیخته می‌شود، واژَن از نظر طول و عرض منبسط می‌شود، در حالی که دهانهٔ رحم جمع می‌شود. با بزرگ شدن و دراز شدن دو سوم بالای واژَن، رحم به سمت لگن بزرگ‌تر بالا می‌رود و دهانهٔ رحم بالاتر از کف واژَن قرار می‌گیرد و در نتیجه سطح وسط واژَن قرار می‌گیرد. که منجر به ایجاد اثر خیمه یا اثر بادکنکی می‌شود. هنگامی که دیوارهای انعطاف‌پذیر واژَن کشیده یا تنگ می‌شوند، با حمایت از عضلات لگنی، دور آلت تناسلی (یا شیء دیگری) وارد شده کشیده یا منقبض می‌شود و برای آلت تناسلی مرد اصطکاک ایجاد می‌شود و این کمک می‌کند تا مرد احساس ارگاسم و انزال را تجربه کند، که به نوبه خود لقاح را امکان‌پذیر می‌کند.
یکی از مناطقی در واژَن که ممکن است یک ناحیه حساس و شهوت‌خیز باشد، نقطه جی است. این نقطه معمولاً در دیوار جلویی واژَن واقع شده و چند اینچ به داخل از ورودی واژَن قرار دارد. برخی از زنان اگر این منطقه در حین فعالیت جنسی تحریک شود، احساس لذت شدید و گاهی ارگاسم را تجربه می‌کنند. ارگاسم ناشی از «نقطهٔ جی» ممکن است مسئول انزال زنانه باشد، که باعث شده برخی از پزشکان و پژوهشگران باور داشته باشند که لذت «نقطهٔ جی» از غدد شبه‌پروستاتی زنانه، هم‌جنس غده‌های پروستات زنان، ناشی می‌شود و نه از هر نقطهٔ خاصی روی دیوار واژَن؛ برخی پژوهشگران نیز ارتباط بین غدد شبه‌پروستاتی زنانه و منطقهٔ «نقطهٔ جی» را ضعیف می‌دانند. وجود «نقطهٔ جی» (و وجود آن به عنوان یک ساختار متمایز) هنوز مورد مناقشه است؛ که دلیل آن تفاوت در گزارش‌ها در مورد مکان آن در زنان است. برخی معتقدند که در برخی از زنان این نقطه وجود ندارد، در حالی که دیگران فرض می‌کنند که این نقطه یک امتداد از کلیتوریس است و بنابراین ممکن است دلیلی برای تجربه ارگاسم واژَنی باشد.

### زایمان
واژَن مسیری برای زایمان طبیعی نوزاد است. هنگامی که زایمان نزدیک می‌شود، علائم متعددی از جمله ترشحات واژَن و پارگی غشاها (پارگی کیسه آب) ممکن است رخ دهد. دومی منجر به فوران یا جریان کوچک مایع آمنیوتیک از واژَن می‌شود. این اتفاق معمولاً در ابتدای زایمان رخ می‌دهد. معمولاً در ۱۰ درصد موارد پارگی زودرس کیسه آب قبل از زایمان اتفاق می‌افتد. در بین زنانی که برای اولین بار زایمان می‌کنند، انقباضات برکستون هیکس با انقباضات رحمی واقعی اشتباه گرفته می‌شود، اما در واقع یک راه برای آماده شدن بدن برای زایمان واقعی است. آنها نشانه شروع زایمان نیستند، اما معمولاً در روزهای پیش از زایمان بسیار قوی هستند.
همان‌طور که بدن برای زایمان آماده می‌شود، دهانهٔ رحم نرم می‌شود، نازک می‌شود، به سمت جلو حرکت می‌کند و شروع به باز شدن می‌کند. این به جنین اجازه می‌دهد تا در لگن مستقر شود، فرآیندی که به عنوان سبک شدن شناخته می‌شود. با نشستن جنین در لگن، ممکن است درد ناشی از اعصاب سیاتیک، افزایش ترشحات واژَن و افزایش تکرر ادرار رخ دهد. در زنانی که قبلاً زایمان کرده‌اند، احتمال سبک شدن بعد از شروع زایمان بیشتر است، اما ممکن است در زنانی که برای بار اول زایمان می‌کنند، ده تا چهارده روز قبل از زایمان رخ دهد.
با شروع انقباض‌های رحم، جنین شروع به از دست دادن حمایت از دهانهٔ رحم می‌کند. دهانهٔ رَحِم تا ۱۰ سانتیمتر گشاد می‌شود تا سر جنین را در خود جای دهد، سپس سر از رحم به سمت واژَن حرکت می‌کند. انعطاف‌پذیری واژَن به آن اجازه می‌دهد که به اندازهٔ چند برابر قطر طبیعی خود کشیده و منقبض شود تا نوزاد را به دنیا آورد.
زایمان طبیعی رایج‌تر است، اما اگر خطر و عوارضی وجود داشته باشد، ممکن است عمل سزارین انجام شود. مخاط واژَن پس از زایمان نازک است و دارای تجمع غیرطبیعی مایع (ادما یا خیز) است و تعدادی چینه یا روگا دارد. غشای مخاطی در حدود سه هفته پس از اینکه تخمدان‌ها عملکرد معمول خود را بازیافتند و جریان استروژن دوباره برقرار شد، ضخامت می‌یابد و روگاها بازمی‌گردند. پس از باز شدن و آرام شدن دهانهٔ رحم، شش تا هشت هفته پس از زایمان به حالت قبلی خود برمی‌گردد که به آن دوران پس از زایمان می‌گویند. با این حال، واژَن همچنان از نظر اندازه بزرگتر از قبل خواهد بود.

پس از زایمان، مرحله‌ای از ترشحات واژَن به نام لوشیا وجود دارد که میزان و مدت زمان ترشح آن می‌تواند به‌طور قابل توجهی در زنان متفاوت باشد و می‌تواند تا شش هفته ادامه یابد.

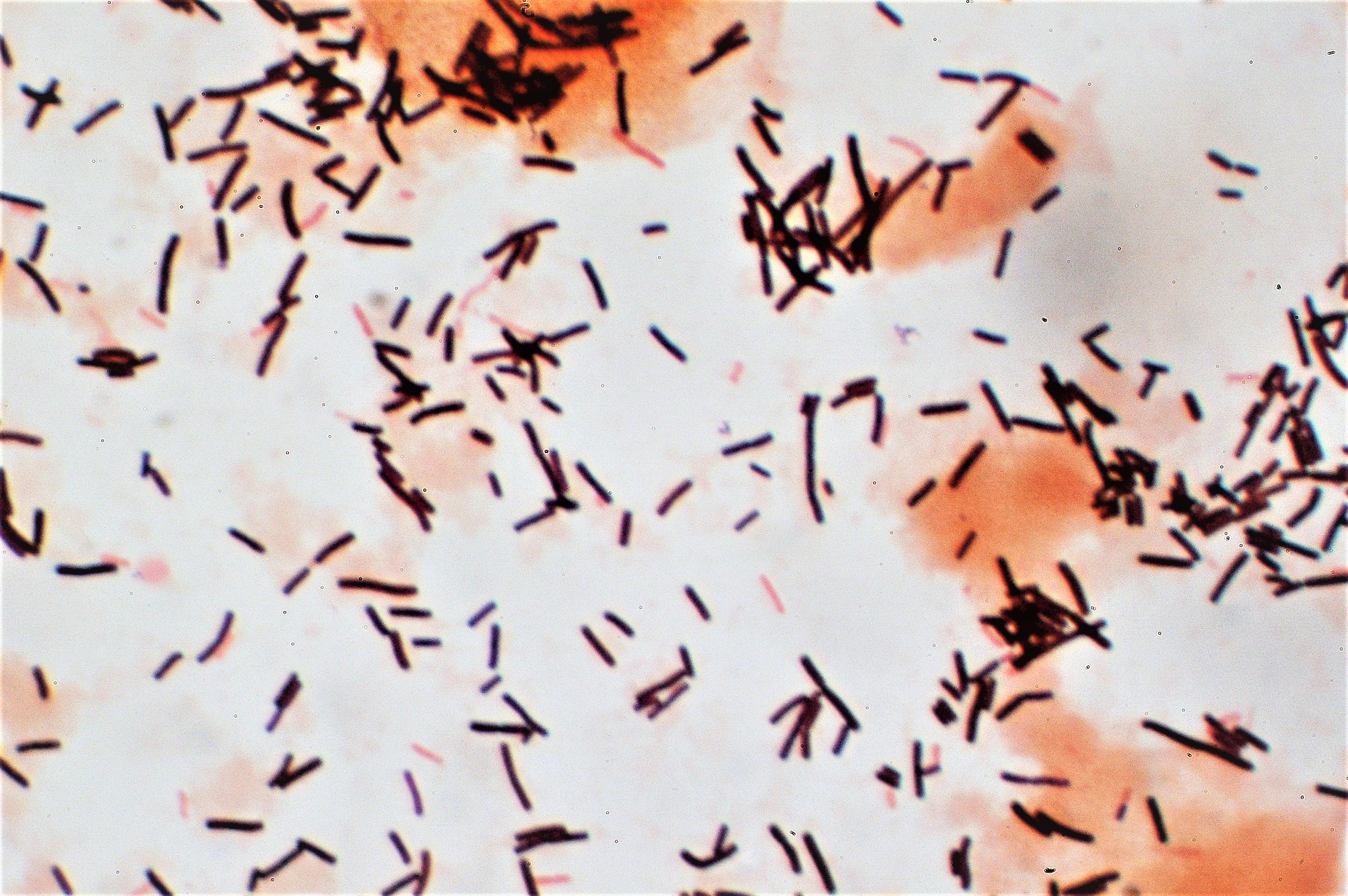
رنگ آمیزی گرم لاکتوباسیل‌ها و سلول‌های پوششی سنگفرشی در واژَن

### میکروبیوم واژَن
فلور واژَن، میکروبیوتای واژَن یا میکروبیوم واژَن یک اکوسیستم پیچیده است که در طول زندگی، از تولد تا یائسگی، تغییر می‌کند. میکروبیوم واژَن در لایه بیرونی پوششی واژَن و روی آن قرار دارد. این میکروبیوم شامل گونه‌ها و جنس‌هایی است که معمولاً در زنان با ایمنی طبیعی علائم یا عفونت ایجاد نمی‌کنند.
میکروبیوم واژَن تحت سلطه گونه‌های لاکتوباسیلوس است. این گونه‌ها گلیکوژن را می‌سوزانند و آن را به قند و اسید لاکتیک تبدیل می‌کنند. تحت تأثیر هورمون‌ها مانند استروژن، پروژسترون و هورمون محرکه فولیکولی (FSH)، اکوسیستم واژَن دچار تغییرات چرخه ای یا دوره ای می‌شود.

## اهمیت بالینی

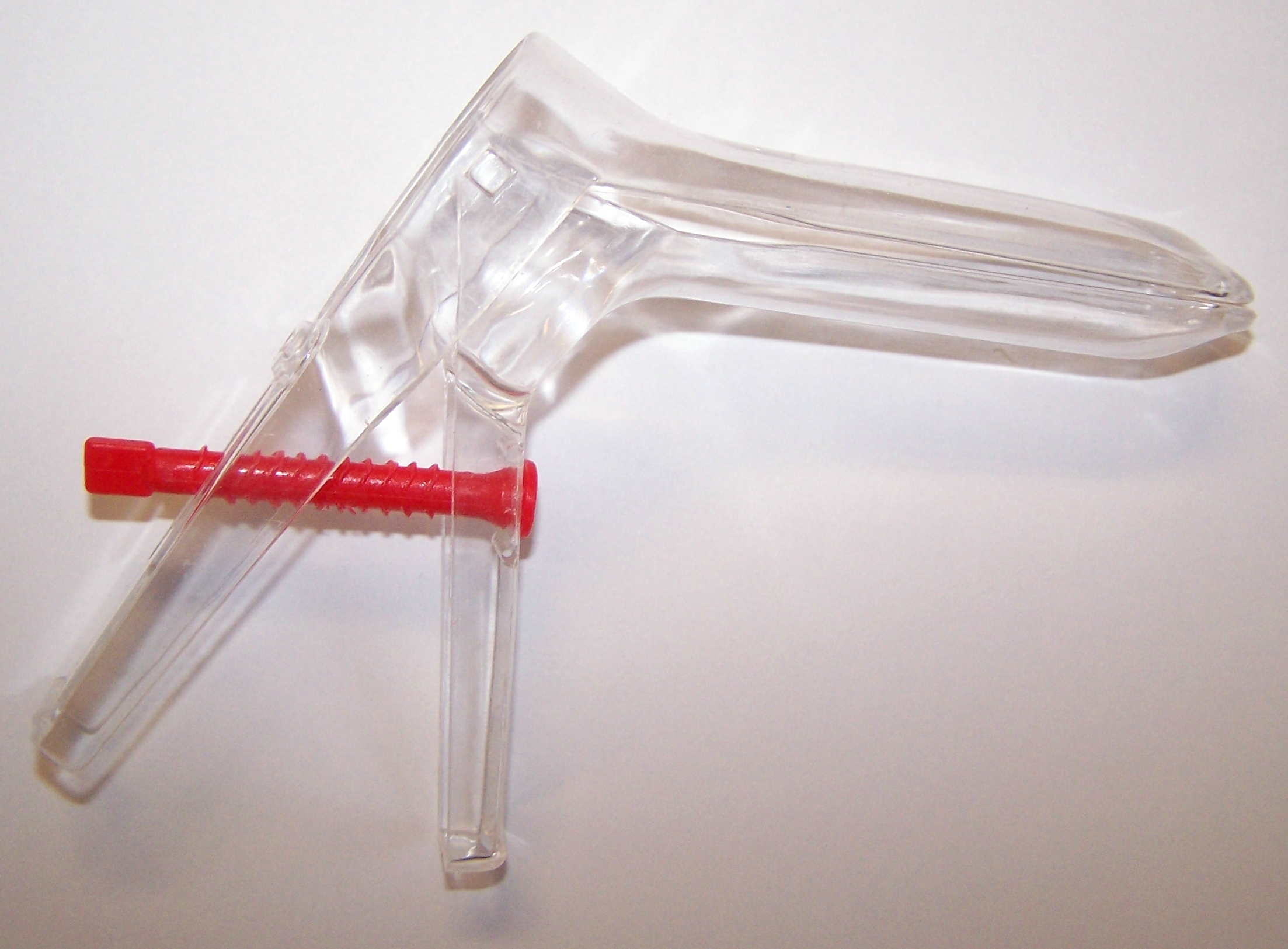
یک اسپکولوم پلاستیکی دو سوپاپه واژینال یکبار مصرف که در معاینه زنان استفاده می‌شود.

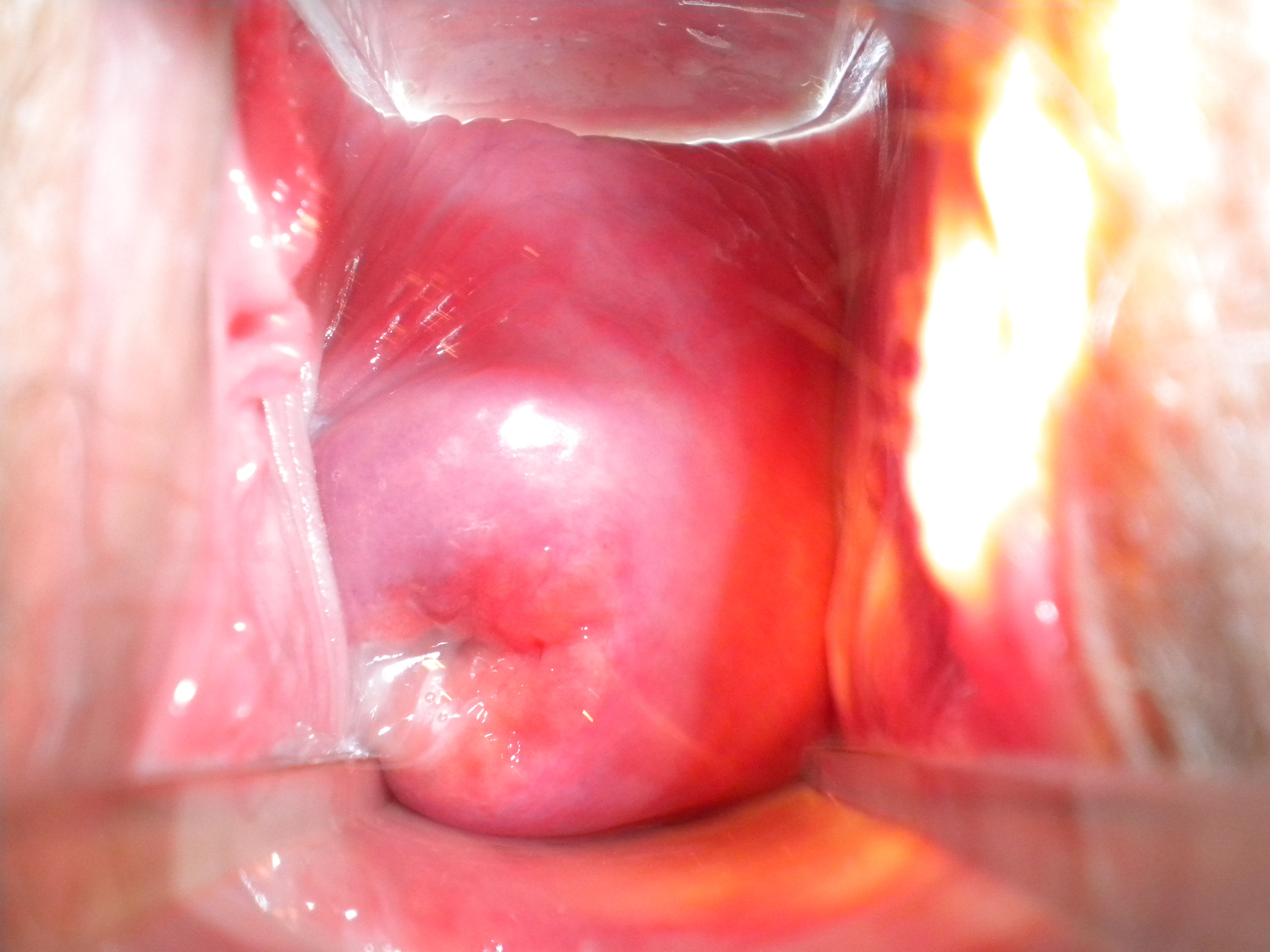
عکس دهانهٔ رحم همان‌طور که در متن توضیح داده شده است. دهانهٔ رحم طبیعی یک بزرگسال که از طریق واژَن (در هر واژَن یا PV) با استفاده از اسپکولوم واژینال دوکفه‌ای دیده می‌شود. تیغه‌های اسپکولوم در بالا و پایین و دیواره‌های کشیده واژَن در سمت چپ و راست دیده می‌شود.

### معاینات لگنی
سلامت واژَن می‌تواند در طی یک معاینه لگنی، همراه با سلامت بیشتر از اندام‌های دستگاه تناسلی زنان، ارزیابی شود. چنین معایناتی ممکن است شامل تست پاپ اسمیر (یا آزمایش دهانهٔ رحم) باشد. در ایالات متحده، پیشنهاد می‌شود که آزمون «پاپ اسمیر» از سن ۲۱ سالگی تا ۶۵ سالگی انجام شود. با این حال، کشورهای دیگر آزمون «پاپ اسمیر» را برای زنان غیرفعال جنسی توصیه نمی‌کنند. راهنمایی‌ها در مورد فرکانس آزمون از سه تا پنج سال متفاوت است. معاینه روزمره لگنی در زنان بالغ که باردار نیستند و علائمی ندارند، ممکن است نالازم و حتی مضر باشد. یافته طبیعی در طی معاینه لگنی زنان باردار، رنگ آبی روی دیواره واژَن است.
معاینه لگنی بیشتر در مواقعی انجام می‌شود که علائم ناشناخته‌ای از ترشح، درد، خونریزی غیرمنتظره یا مشکلات ادراری وجود داشته باشد. در طول معاینه لگن، دهانهٔ واژَن از نظر موقعیت، تقارن، وجود پرده بکارت و شکل آن ارزیابی می‌شود. واژَن توسط معاینه کننده با دستکش، قبل از قرار دادن اسپکولوم به صورت داخلی ارزیابی می‌شود تا وجود هر گونه ضعف، تومور یا گرهک را تشخیص دهد. در صورت وجود التهاب و ترشح، آنها نیز ثبت می‌شوند. در طی این زمان، غده‌های اسکین و بارتولین برای شناسایی ناهنجاری‌ها در این ساختارها لمس می‌شوند. پس از تکمیل معاینه دیجیتالی واژَن، اسپکولوم، ابزاری برای دیدن ساختارهای داخلی، با دقت وارد می‌شود تا دهانهٔ رحم قابل مشاهده باشد. معاینه واژَن نیز ممکن است در طی جستجوی حفره انجام شود.
جراحت یا آسیب‌های دیگر به واژَن می‌تواند در هنگام تعرض جنسی یا سایر سوء استفاده‌های جنسی رخ دهد. اینها می‌توانند پارگی، کبودی، التهاب و ساییدگی باشند. تعرض جنسی با اشیا می‌تواند به واژَن آسیب برساند و بررسی آن با اشعه ایکس ممکن است وجود اشیاء خارجی را نشان دهد. اگر رضایت داده شود، معاینه لگن بخشی از ارزیابی تعرض جنسی خواهد بود. معاینات لگن در دوران بارداری نیز انجام می‌شود و زنانی که حاملگی‌های پرخطر دارند بیشتر معاینه می‌شوند.

### داروها
تجویز داخل واژَن نوعی روش مصرف دارو است که در آن دارو به صورت کِرِم یا قرص وارد واژَن می‌شود. از نظر داروشناسی، این روش دارای مزیت بالقوه‌ای است که اثرات درمانی را به‌طور کلی در واژَن یا ساختارهای نزدیک آن (مانند بخش دهانهٔ رحم) با عوارض سیستمیک محدود نسبت به سایر مسیرهای تجویز دارو فراهم می‌کند.
داروهایی که برای رسیدن به دهانهٔ رحم و القای زایمان استفاده می‌شوند، معمولاً از این طریق تجویز می‌شوند، مانند استروژن‌ها، عوامل ضدبارداری، پروپرانولول و ضد قارچ‌ها. از حلقه‌های واژینال نیز می‌توان برای تحویل دارو استفاده کرد، از جمله پیشگیری از بارداری با حلقه واژینال ضدبارداری. اینها به واژَن وارد می‌شوند و سطح دارو را با دوز کم و ثابت در واژَن و در سراسر بدن فراهم می‌کنند. قبل از بیرون آمدن نوزاد از رحم، ممکن است تزریقی برای کنترل درد در حین زایمان از طریق دیواره واژَن و نزدیک عصب زهاری انجام شود. از آنجایی که عصب زهاری حامل فیبرهای حرکتی و حسی است که عضلات لگن را عصب دهی می‌کند، بی‌حس کردن عصب زهاری درد زایمان را تسکین می‌دهد. این داروها به کودک آسیبی نمی‌رسانند و بدون عوارض قابل توجه هستند.

## عفونت‌ها، بیماری‌ها و رابطه جنسی امن
عفونت‌ها یا بیماری‌های واژَن عبارتند از عفونت قارچی، عفونت واژَن، بیماری‌های آمیزشی (STIs) و سرطان. لاکتوباسیلوس گاسری و دیگر گونه‌های لاکتوباسیلوس موجود در میکروبیوم واژَن، با ترشح باکتریوسین‌ها و هیدروژن پراکسید، محافظتی در برابر عفونت‌ها ایجاد می‌کنند. واژَن سالم زنان در سنین باروری اسیدی است و پی‌اچ آن معمولاً بین ۳٫۸ تا ۴٫۵ است. پی‌اچ پایین، رشد بسیاری از گونه‌های میکروب‌های بیماری‌زا را متوقف می‌کند. ممکن است تعادل اسیدی واژَن توسط بارداری، قاعدگی، دیابت یا سایر بیماری‌ها، قرص‌های ضدبارداری خوراکی، برخی از آنتی‌بیوتیک‌ها، رژیم غذایی نامناسب و استرس (مانند کمبود خواب) تحت تأثیر قرار گیرد. همچنین ممکن است هر یک از این تغییرات در تعادل اسیدی واژَن، به عفونت قارچی کمک کند. افزایش پی‌اچِ (بیش از ۴٫۵) مایعِ واژَن می‌تواند ناشی از رشد بیش از حد باکتری‌هایی مانند واژینوز باکتریال یا عفونت انگلی تریکومونیازیس باشد، که هر دو دارای علامت عفونت واژَن هستند. آلودگی میکروبیوم واژَن توسط تعدادی از باکتری‌هایِ مختلفِ مشخصِ واژینوز باکتریال، خطر پیامدهای نامطلوبِ بارداری را افزایش می‌دهد. در طول معاینات لگنی، ممکن است نمونه‌هایی از مایعات واژَن برای غربالگریِ عفونت‌هایِ مقاربتی یا سایر عفونت‌ها گرفته شود.
از آنجایی که واژَن خود تمیز شونده است، معمولاً نیازی به بهداشت خاصی ندارد. پزشکان عموماً از پیشنهاد انجام دوش واژینال برای حفظ سلامتی ولوواژینال خودداری می‌کنند. از آنجا که میکروبیوم واژَن محافظتی در برابر بیماری‌ها فراهم می‌کند، اختلال در این تعادل ممکن است منجر به عفونت و ترشح غیرطبیعی واژَن شود. ترشحات واژَن می‌تواند به واسطهٔ رنگ و بو نشانه‌ای از عفونت واژَن باشد، یا نشانه‌های ناشی از ترشح، مانند تحریک یا سوزش باشد. ترشحات غیرطبیعی واژَن ممکن است ناشی از بیماری‌های مقاربتی، دیابت، دوش، صابون‌های معطر، حمام‌های حباب‌دار، قرص‌های ضدبارداری، عفونت قارچی (معمولاً در نتیجه مصرف آنتی‌بیوتیک) یا شکل دیگری از عفونت واژَن باشد. در حالی که عفونت واژَن یک التهاب در واژَن است و به عفونت، مشکلات هورمونی یا محرک‌ها نسبت داده می‌شود، انقباض غیرارادی واژَن، تنگ شدن غیرارادی ماهیچه‌های واژَن در هنگام نفوذِ واژَنی است که که به علت یک واکنش شرطی یا بیماری ایجاد می‌شود. ترشحات واژَن ناشی از عفونت قارچی معمولاً غلیظ، کرمی رنگ و بی‌بو هستند، در حالی که ترشحات ناشی از «واژینوز باکتریال» به رنگ خاکستری مایل به سفید است و ترشحات ناشی از «تریکومونیازیس» معمولاً خاکستری رنگ و رقیق است و بوی ماهی دارد. در ۲۵ درصد موارد ترشحات «تریکومونیازیس» زرد مایل به سبز است.
ایدز، ویروس پاپیلوم انسانی (HPV)، تبخال دستگاه تناسلی و تریکومونیازیس برخی از بیماری‌های مقاربتی هستند که ممکن است واژَن را تحت تأثیر قرار دهند، و منابع بهداشتی توصیه می‌کنند که از رابطه جنسی امن (یا روش مانع) برای جلوگیری از انتقال این بیماری‌ها و سایر بیماری‌های مقاربتی استفاده شود. رابطه جنسی امن معمولاً شامل استفاده از کاندوم است و گاهی از کاندوم زنانه (که به زنان کنترل بیشتری می‌دهد) استفاده می‌شود. هر دو نوع می‌توانند با جلوگیری از تماس مایع منی با واژَن به جلوگیری از بارداری کمک کنند. با این حال، تحقیقات کمی دربارهٔ اینکه کاندوم زنانه به همان اندازه کاندوم مردانه در جلوگیری از عفونت‌های تناسلی مؤثر است یا خیر انجام شده است، کاندوم زنانه در پیشگیری از بارداری کمی کمتر از کاندوم‌های مردانه در جلوگیری از بارداری مؤثر هستند، که ممکن است به این دلیل باشد که کاندوم زنانه به اندازهٔ کاندوم مردانه محکم نمی‌شود یا به این دلیل که می‌تواند داخل واژَن بلغزد و منی ریخته شود.
غدد لنفاوی واژَن اغلب سلول‌های سرطانی را که از واژَن منشأ می‌گیرند به دام می‌اندازند. این گره‌ها می‌توانند برای شناسایی بیماری مورد ارزیابی قرار گیرند. برداشتن انتخابی غدد لنفاوی واژَن با جراحی (به جای برداشتن کامل و تهاجمی تر)، خطر عوارضی را که می‌تواند همراه با جراحی‌های رادیکال تر باشد، کاهش می‌دهد. این گره‌های انتخابی به عنوان غدد لنفاوی نگهبان عمل می‌کنند. به جای جراحی، گره‌های لنفاوی مورد نگرانی گاهی با استفاده از پرتودرمانی به گره‌های لنفاوی لگنی بیمار، لگن یا هر دو تیمار می‌شوند.
سرطان واژَن و سرطان مهبل (لبهای بیرونی واژَن) بسیار نادر هستند و عمدتاً زنان مسن را تحت تأثیر قرار می‌دهند. سرطان دهانهٔ رحم (که نسبتاً شایع است) خطر ابتلا به سرطان واژَن را نیز افزایش می‌دهد، به همین دلیل است که شانس قابل توجهی برای بروز سرطان واژَن همزمان با سرطان دهانهٔ رحم یا بعد از آن وجود دارد زیرا ممکن است علت آن‌ها یکسان باشد. شاید بتوان سرطان دهانهٔ رحم را با غربالگری پاپ اسمیر و واکسن‌های HPV پیشگیری کرد، اما واکسن‌های HPV فقط شامل نوع‌های ۱۶ و ۱۸ هستند که عامل ۷۰٪ سرطان رحم هستند. برخی از علائم سرطان دهانهٔ رحم و واژَن عبارتند از: دیسپارونی و خونریزی غیرطبیعی واژَن یا ترشحات واژَن، به ویژه پس از رابطه جنسی یا یائسگی. با این حال، بیشتر سرطان‌های دهانهٔ رحم بدون علامت هستند (علائمی ندارند). براکی تراپی داخل حفره واژَن (VBT) برای درمان سرطان مخاط رحم، واژَن و دهانهٔ رحم استفاده می‌شود. یک اپلیکاتور درون واژَن قرار داده می‌شود تا امکان تابش تشعشع به نزدیکترین نقطه به محل سرطان را فراهم کند. همچنین نرخ بقاء با استفاده از VBT نسبت به درمان تشعشع با پرتوهای خارجی افزایش می‌یابد. با استفاده از واژَن برای قرار دادن منبع تشعشع به نزدیکترین نقطهٔ رشد سلول‌های سرطانی، اثرات سیستمیکِ پرتودرمانی کاهش می‌یابد و نرخ درمان سرطان واژَن نیز بالاتر می‌رود. تحقیقات در مورد اینکه آیا درمان سرطان دهانهٔ رحم با پرتودرمانی، خطر ابتلا به سرطانِ واژَن را نیز افزایش می‌دهد یا خیر، مشخص نیست.

### اثرات افزایش سن و زایمان

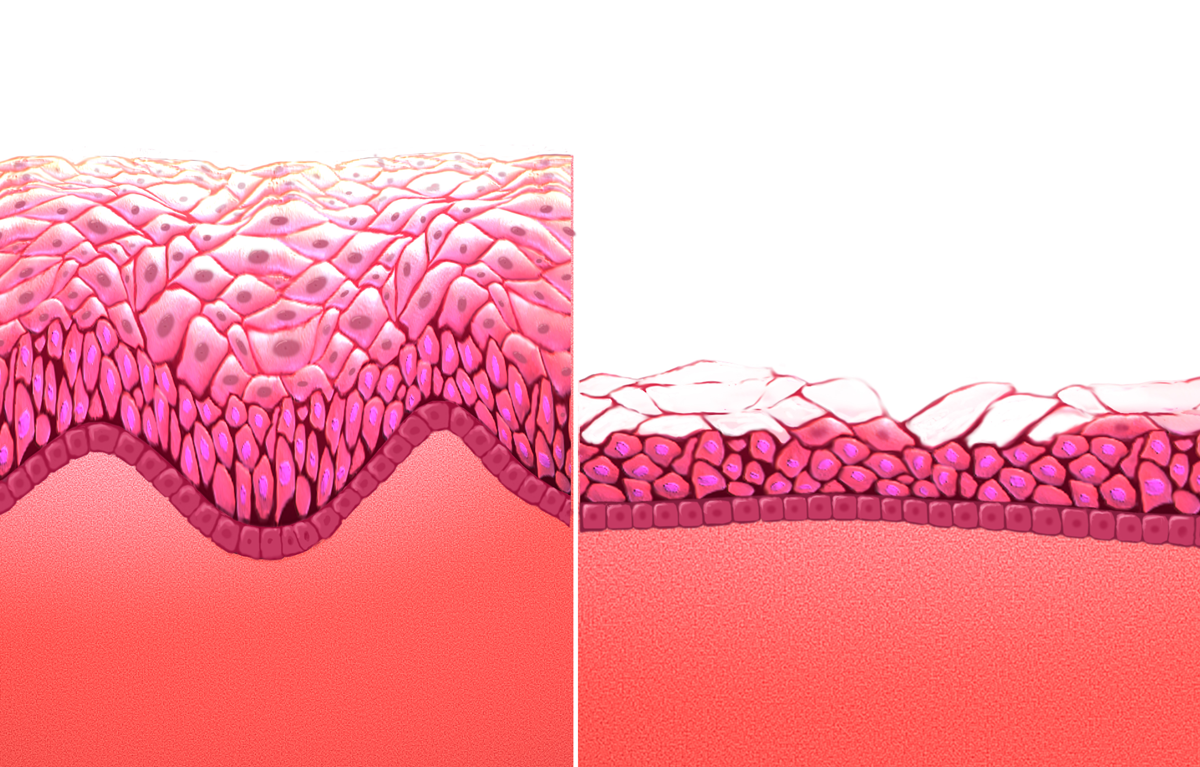
مخاط واژَن پیش از یائسگی (سمت چپ) مخاط واژَن هنگام یائسگی (راست)

سن و سطح هورمون به‌طور قابل توجهی با پی‌اچ واژَن ارتباط دارد. استروژن، گلیکوژن و لاکتوباسیل‌ها بر این سطوح تأثیر می‌گذارند. در زمان تولد، واژَن با پی‌اچ حدود ۴٫۵ اسیدی است و در سه تا شش هفتگی، اسیدی بودن خود را از دست می‌دهد و قلیایی می‌شود. میانگین پی‌اچ واژَن در دختران پیش از بلوغ ۷٫۰ است. اگرچه زمان بروز این تغییرات متفاوت است، دخترانی که تقریباً هفت تا دوازده سال سن دارند، با ضخیم شدن پرده بکارت و کشیده شدن واژَن تا حدود ۸ سانتی‌متر، رشد لبهای بیرونی واژَن خود را ادامه خواهند داد. سپس مخاط واژَن ضخیم می‌شود و پی‌اچ واژَن دوباره اسیدی می‌شود. دختران همچنین ممکن است ترشحات واژَنی رقیق و سفید رنگی به نام لکوره را تجربه کنند. میکروبیوم واژَن دختران نوجوان ۱۳ تا ۱۸ ساله مشابه زنان در سنین باروری است، که میانگین پی‌اچ واژَن آنها ۴٫۵–۳٫۸ است، اما تحقیقات در مورد اینکه آیا این موضوع برای دختران قبل از قاعدگی یا دختران در دوران نزدیک به قاعدگی نیز صدق می‌کند، به همان اندازه واضح نیست. پی‌اچ واژَن در دوران یائسگی ۷٫۰–۶٫۵ (بدون درمان جایگزینی هورمون)، یا ۵٫۰–۴٫۵ با درمان جایگزینی هورمونی است.
پس از سپری شدن دوران یائسگی، بدن استروژن کمتری تولید می‌کند. این امر باعث واژینیت آتروفیک می‌شود که می‌تواند منجر به خارش واژَن، سوزش، خونریزی، درد یا خشکی واژَن (کاهش روانکاری) شود. خشکی واژَن می‌تواند به تنهایی ناراحتی ایجاد کند یا در حین رابطه جنسی باعث درد شود. افزون بر این، گرگرفتگی نیز از ویژگی‌های یائسگی است. یائسگی همچنین ترکیب ساختارهای پشتیبانی واژَن را تحت تأثیر قرار می‌دهد. ساختارهای عروقی با افزایش سن کمتر می‌شوند. کلاژن‌های خاص در ترکیب و نسبت‌ها تغییر می‌کنند. تصور می‌شود که ضعف ساختارهای پشتیبانی واژَن، به دلیل تغییرات فیزیولوژیک در این بافت همبند است.
علائم یائسگی را می‌توان با استفاده از کرم‌های واژینال حاوی استروژن، داروهای بدون نسخه، داروهای غیر هورمونی، حلقه‌های استروژن واژینال مانند فمرینگ، یا سایر درمان‌های جایگزین هورمونی کاهش داد، اما درصورت استفاده از درمان جایگزین هورمونی خطرات و ریسک‌هایی (شامل عوارض ناخواسته) وجود دارد. ممکن است کرم‌های واژینال و حلقه‌های استروژن واژینال خطرات مشابهی با سایر درمان‌های جایگزین هورمونی نداشته باشند. درمان جایگزینی هورمونی می‌تواند خشکی واژَن را درمان کند، اما لوبریکانت شخصی می‌تواند برای رفع خشکی موقت واژَن، مخصوصاً در طول رابطه جنسی استفاده شود. میل جنسی در برخی از زنان پس از یائسگی افزایش می‌یابد. ممکن است زنان یائسه‌ای که همچنان به‌طور منظم در فعالیت جنسی شرکت می‌کنند، روان‌کاریِ واژَنیِ مشابهِ سطحِ زنانی که به یائسگی نرسیده‌اند داشته باشند و از رابطه جنسی به‌طور کامل لذت ببرند. همچنین ممکن است آتروفی واژَن کمتر و مشکلات کمتری در رابطه جنسی داشته باشند.
تغییرات واژَنی که با افزایش سن و زایمان رخ می‌دهند، عبارتند از: اضافه شدن مخاط، گرد شدن قسمت پسی واژَن با کوتاه شدنِ فاصله‌یِ انتهایِ دیستالِ مجرایِ مقعد تا دهانهٔ واژَن، دیاستاز یا اختلال در ماهیچه بالابرنده مقعد ناشی از ترمیم ضعیف برش میان‌دوراه و لکه‌هایی که ممکن است از ناحیه دهانهٔ واژَن بیرون بزنند. سایر تغییرات واژَن مرتبط با افزایش سن و زایمان عبارتند از بی‌اختیاری استرسی ادرار، فتق راست‌روده و فتق مثانه. تغییرات فیزیکی ناشی از بارداری، زایمان و یائسگی اغلب به بی‌اختیاری استرسی ادرار کمک می‌کند. اگر زنی دارای حمایت ضعیف دیافراگم لگنی و آسیب بافتی ناشی از زایمان یا جراحی لگن داشته باشد، کمبود استروژن می‌تواند ماهیچه‌های لگن را ضعیف‌تر کند و به بی‌اختیاری استرسی ادرار کمک کند. افتادگی اندام لگن، مانند فتق راست‌روده یا فتق مثانه، با پایین آمدن اندام‌های لگن از موقعیت طبیعی خود به سمت واژَن مشخص می‌شود. کاهش استروژن باعث فتق راست‌روده، فتق مثانه یا افتادگی رحم نمی‌شود، اما زایمان و ضعف ساختارهای پشتیبانی لگنی می‌تواند این مشکل را ایجاد کند. همچنین ممکن است افتادگی رحم در در صورت آسیب به کف لگن در طول هیسترکتومی، درمان سرطان زنان یا بلند کردن اجسام سنگین رخ دهد. تمرینات کف لگنی مانند تمرین کیگل می‌تواند برای تقویت عضلات کف لگن استفاده شود، از پیشرفت افتادگی رحم جلوگیری یا آن را متوقف کند. هیچ مدرکی مبنی بر برتری انجام تمرینات کگل به صورت ایزوتونیک یا با نوعی وزن وجود ندارد. از آنجایی که جسم خارجی وارد واژَن می‌شود، استفاده از وزنه خطرات بیشتری دارد.
در مرحله سوم زایمان، در حالی که نوزاد متولد می‌شود، واژَن دستخوش تغییرات قابل توجهی می‌گردد. ممکن است قبل از تولد نوزاد، یک جریان خون از واژَن دیده شود. پارگی‌های واژَن که می‌تواند در طول زایمان رخ دهد از نظر عمق، شدت و میزان درگیری با بافت‌های مجاور متفاوت هستند. پارگی می‌تواند آنقدر گسترده باشد که راست روده و مقعد را درگیر کند. این اتفاق می‌تواند به ویژه برای یک تازه مادر ناراحت‌کننده باشد. هنگامی که این اتفاق می‌افتد، بی‌اختیاری مدفوع ایجاد می‌شود و مدفوع می‌تواند از طریق واژَن خارج شود. تقریباً ۸۵٪ زایمان‌های طبیعی دچار نوعی پارگی می‌شوند. از این میان، ۷۰–۶۰٪ نیاز به بخیه زدن دارند. پارگی‌های ناشی از زایمان همیشه رخ نمی‌دهند.

### عمل جراحی
واژَن، از جمله دهانهٔ واژَن، ممکن است به دلیل جراحی‌هایی مانند اپیزیوتومی، واژینکتومی، واژینوپلاستی یا لابیاپلاستی تغییر کند. کسانی که تحت عمل واژینوپلاستی قرار می‌گیرند معمولاً سن بالاتری دارند و زایمان کرده‌اند. معاینه کامل واژَن قبل از انجام واژینوپلاستی و همچنین ارجاع به متخصص زنان و زایمان برای تشخیص اختلالات احتمالی واژَن استاندارد است. در مورد لابیاپلاستی، کوچک کردن «لبه‌های کوچک» سریع و بدون مانع است، عوارض؛ جزئی، نادر و قابل اصلاح هستند. هر گونه زخم ناشی از انجام این روش حداقل است و مشکلات بلندمدتی شناسایی نشده‌اند.
در طی اپیزیوتومی، در مرحله دوم زایمان، یک برش جراحی ایجاد می‌شود تا دهانهٔ واژَن برای عبور نوزاد بزرگ‌تر شود. اگرچه استفاده روتین از آن دیگر توصیه نمی‌شود و انجام ندادن اپیزیوتومی نتایج بهتری نسبت به اپیزیوتومی دارد، اما این یکی از رایج‌ترین روش‌های پزشکی در زنان است. این برش از طریق پوست، اپیتلیوم واژَن، چربی زیر جلدی، بدن پرینه و عضله عرضی پرینه ایجاد می‌شود و از واژَن تا مقعد امتداد می‌یابد. اپیزیوتومی‌ها ممکن است پس از زایمان دردناک باشند. زنان اغلب درد را در حین مقاربت، تا سه ماه پس از ترمیم پارگی یا اپیزیوتومی، گزارش می‌کنند. برخی از تکنیک‌های جراحی درد کمتری نسبت به سایرین دارند. دو نوع اپیزیوتومی انجام می‌شود: برشِ میانی و برشِ میانیِ جانبی. برش میانی، برش عمودی بین واژَن و مقعد است و و رایج‌ترین نوع آن است. برش میانی جانبی، بین واژَن با زاویه ایجاد می‌شود و احتمال پارگی آن تا مقعد وجود ندارد. برشِ میانیِ جانبی نسبت به برشِ میانی، زمان بیشتری برای بهبودی نیاز دارد.
واژینکتومی جراحی برای برداشتن تمام یا بخشی از واژَن است و معمولاً برای درمان سرطان استفاده می‌شود. برداشتن برخی یا همه اندام‌های تناسلی و دستگاه تناسلی می‌تواند منجر به آسیب به اعصاب و اثرات جانبی مانند زخم و چسبندگی را به جای بگذارد. همچنین ممکن است عملکرد جنسی نیز به علت برخی از جراحی‌های سرطان دهانهٔ رحم تحت تأثیر قرار گیرد. این جراحی‌ها می‌توانند بر درد، کشش، روانکاری واژَن و برانگیختگی جنسی تأثیر بگذارند. این مشکلات معمولاً پس از یک سال برطرف می‌شود اما ممکن است بیشتر طول بکشد.
زنان، به خصوص آنهایی که سن بالاتری دارند و چندین بار زایمان کرده‌اند، ممکن است تصمیم بگیرند تا سستی یا لختی واژَن را با جراحی اصلاح کنند. این جراحی به عنوان تنگ کردن یا جوان‌سازی واژَن توصیف شده است. در حالی که یک زن ممکن است با انجام عمل تنگ کردن یا جوان‌سازی واژَن، بهبودی در خودانگاره و لذت جنسی تجربه کند، اما با این روش‌ها خطراتی از جمله عفونت، تنگ شدن دهانهٔ واژَن، تنگ نشدن کافی، کاهش عملکرد جنسی (مانند درد در هنگام آمیزش جنسی) و فیستول راست‌روده‌ای-مهبلی را در پی دارد. زنانی که این روش را انجام می‌دهند ممکن است ناآگاهانه دچار یک مشکل پزشکی مانند افتادگی شوند و در طی عمل جراحی تلاشی برای اصلاح آن نیز صورت می‌گیرد.
جراحی روی واژَن می‌تواند اختیاری یا برای زیبایی باشد. زنانی که به دنبال جراحی زیبایی هستند ممکن است ناهنجاری مادرزادی داشته باشند، از ناراحتی‌های جسمی رنج ببرند یا می‌خواهند ظاهر اندام تناسلی خود را تغییر دهند. نگرانی‌ها در مورد ظاهر یا اندازه متوسط اعضای تناسلی به‌طور گسترده در دسترس نیست و تعریف یک نتیجه موفق برای چنین جراحی‌هایی دشوار است. تعدادی از جراحی‌های تغییر جنسیت برای افراد تراجنسیتی نیز در دسترس است. اگرچه همه شرایط بیناجنسی نیازی به درمان جراحی ندارند، برخی از آنها جراحی اعضای تناسلی را برای اصلاح شرایط آناتومیکی غیرطبیعی انتخاب می‌کنند.

### ناهنجاری‌ها و سایر مسائل بهداشتی

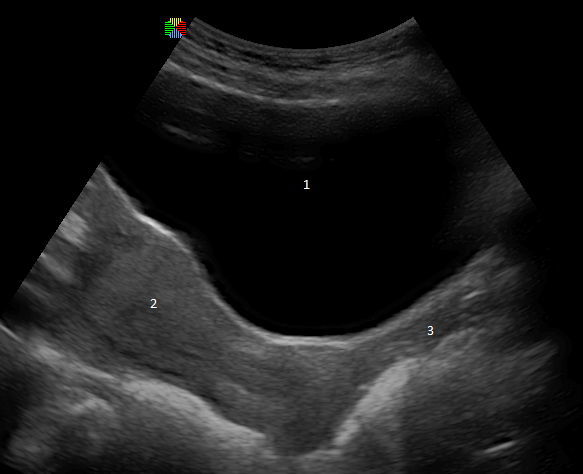
تصویر سونوگرافی که مثانه (۱)، رحم (۲) و واژَن (۳) را نشان می‌دهد.

ناهنجاری‌های واژَن نقایصی هستند که منجر به ناهنجاری یا عدم تشکیل واژَن می‌شوند. شایع‌ترین نوعِ ناهنجاریِ انسدادیِ واژَن، پرده بکارت بدون سوراخ است، وضعیتی که در آن پرده بکارت، جریان قاعدگی یا سایر ترشحات واژَن را مسدود می‌کند. یکی دیگر از ناهنجاری‌های واژَن، سپتوم عرضی واژَن است که به‌طور جزئی یا کامل کانال واژَن را مسدود می‌کند. علت دقیق انسداد باید قبل از ترمیم آن مشخص شود، چرا که جراحی اصلاحی بسته به علت آن متفاوت است. در برخی موارد، مانند عدم تشکیل کامل واژَن، بخشِ خارجیِ اندامِ تناسلی ممکن است طبیعی به نظر برسد.
منافذ غیرطبیعی که به نام فیستول شناخته می‌شوند می‌توانند باعث ورود ادرار یا مدفوع به واژَن و در نتیجه باعث بی‌اختیاری ادراری یا مدفوعی شوند. واژَن به دلیل نزدیکی به مجاری ادراری و گوارشی مستعد تشکیل فیستول است. علل‌های ایجاد فیستول‌ها متنوع هستند و شامل زایمان انسدادی، هیسترکتومی، بدخیمی، پرتو، برش میان‌دوراه و اختلالات روده می‌شوند. تعداد کمی از فیستول هایِ واژَن مادرزادی هستند. برای ترمیم فیستول از روش‌های جراحی مختلفی استفاده می‌شود. در صورت عدم درمان، فیستول‌ها می‌توانند منجر به ناتوانی قابل توجهی شوند و تأثیر عمیقی بر کیفیت زندگی فرد داشته باشند.
بیرون زدگی واژَن یک عارضه جدی هیسترکتومی واژَنی است و زمانی رخ می‌دهد که کاف واژَن پاره می‌شود و به روده کوچک اجازه خروج از واژَن می‌دهد.
کیستها نیز می‌توانند واژَن را تحت تأثیر قرار دهند. انواع مختلفی از کیست‌های واژَن وجود دارند و می‌توانند در سطح اپیتلیوم واژَن یا در لایه‌های عمیق‌تر واژَن ایجاد شوند و تا ۷ سانتیمتر رشد کنند. اغلب، آنها یک یافته تصادفی در طول معاینه معمول لگن هستند. کیست‌های واژَن می‌توانند از ساختارهای دیگری که از واژَن بیرون می‌آیند، مانند رکتوسل و سیستوسل، تقلید کنند. از کیست‌های موجود می‌توان از کیست مولرین، کیست مجرای گارتنر و کیست اپیدرموئید نام برد. احتمال تشکیل کیستِ واژَن در زنانِ ۳۰ تا ۴۰ ساله بیشتر است. تخمین زده می‌شود که از هر ۲۰۰ زن، ۱ نفر دارایِ کیستِ واژَن باشد. منشأ کیست بارتولین کُس است، اما به صورت توده ای در دهانهٔ واژَن ظاهر می‌شود. این بیماری در زنان جوان‌تر شایع‌تر بوده و معمولاً بدون علائم است، اما در صورت ایجاد دمل می‌تواند باعث درد شود، و اگر اندازه بزرگی داشته باشد، می‌تواند ورودی دهلیز کاذب را مسدود کند، همچنین راه رفتن فرد را مختل کرده یا منجر به تجربه رابطه جنسی دردناک شود.

## جامعه و فرهنگ

### ادراکات، نمادگرایی و ابتذال

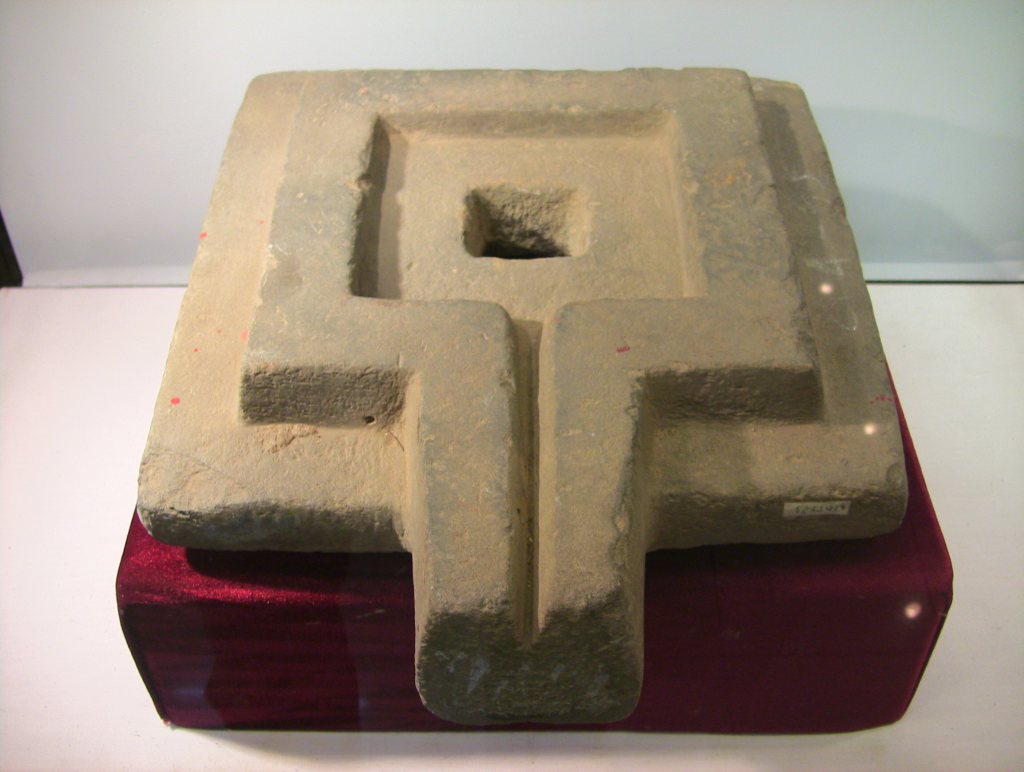
رحم نمادی قدرتمند به عنوان یونی در هندوئیسم است. تصویر یک یونی سنگی است که در محراب Cát Tiên، لام دونگ، ویتنام یافت شده است.

در طول تاریخ، دیدگاه‌های مختلفی دربارهٔ واژَن وجود داشته است، از جمله باور بر اینکه واژَن مرکز میل جنسی است، استعاره ای از زندگی از طریق تولد، پایین‌تر از آلت تناسلی مرد، ناخوشایند برای بینایی یا بویایی، یا ابتذال. این دیدگاه‌ها را می‌توان تا حد زیادی به تفاوت‌های جنسیتی و نحوه تفسیر آنها نسبت داد. دیوید باس، روان‌شناس تکاملی، اظهار داشت که به دلیل اینکه آلت تناسلی مرد به‌طور قابل ملاحظه‌ای بزرگتر از کلیتوریس است و به راحتی قابل مشاهده است در حالی که واژَن قابل مشاهده نیست و مردان از طریق آلت تناسلی ادرار می‌کنند، پسرها از کودکی آموزش می‌بینند که آلت تناسلی خود را لمس کنند در حالی که به دختران اغلب آموزش داده می‌شود که آنها نباید اندام تناسلی خود را لمس کنند، که به این معنی است که انجام این کار ضرر دارد. باس این را به عنوان دلیلی برای این می‌دانست که بسیاری از زنان با اندام تناسلی خود آشنا نیستند و پژوهشگران فرض می‌کنند که این تفاوت‌های جنسی توضیح می‌دهد که چرا پسرها قبل از دختران خودارضایی را یادمی‌گیرند و این کار را بیشتر انجام می‌دهند.
معمولاً از کلمه «واژَن» به‌طور معمول در گفتگوها اجتناب می‌شود، و بسیاری از مردم در مورد آناتومی واژَن سردرگم هستند و ممکن است ندانند که «واژَن» برای ادرار کردن استفاده نمی‌شود. این موضوع با عباراتی مانند «پسرها آلت تناسلی دارند، دخترها واژَن دارند» تشدید می‌شود که باعث می‌شود بچه‌ها فکر کنند دختران یک روزنه در ناحیه لگن دارند. نویسنده هیلدا هاچرسون اظهار داشت: «از آنجایی که بسیاری از زنان از دوران کودکی از طریق اشارات کلامی و غیرکلامی مشروط شده‌اند که اندام تناسلی خود را زشت، بدبو و ناپاک بدانند، آنها نمی‌توانند به‌طور کامل از برخوردهای صمیمی لذت ببرند». به دلیل ترس از اینکه همسرشان از دیدن، بوییدن یا طعم اعضای تناسلی آنها ناراضی خواهد شد. او استدلال کرد که دختران، برخلاف پسران، در مدرسه تجربه اتاق رختکن نداشتند که در آنجا پسران اندام تناسلی یکدیگر را مقایسه می‌کردند، که یکی از دلایلی است که بسیاری از زنان از طبیعی بودن اعضای تناسلی خود شک دارند. محقق «کاترین بلکلج» اظهار داشت که داشتن واژَن به معنای این است که او معمولاً نسبت به همتایان بی واژَن خود (مردان) کمتر مورد توجه قرار می‌گیرد و در معرض نابرابری‌ها (مانند نابرابری شغلی)، که او آن را به عنوان یک شهروند درجه دوم دسته‌بندی می‌کند، قرار می‌دهد.
دیدگاه‌های منفی نسبت به واژَن به‌طور همزمان با دیدگاه‌هایی که آن را نمادی قدرتمند از تمایلات جنسی، معنویت یا زندگی زنانه نشان می‌دهد، در تضاد است. نویسنده «دنیس لین» اظهار داشت که واژَن «نماد قدرتمندی از زنانگی، گشودگی، پذیرش و پذیرا بودن است. این روح دره درونی است.» زیگموند فروید، ارزش قابل توجهی برای واژَن قائل بود، او فرضیه‌ای را مطرح کرد که «ارگاسم واژینال از ارگاسم کلیتوریس جداست و اینکه پس از رسیدن به سن بلوغ، واکنشِ مناسبِ زنانِ بالغِ، تغییر به ارگاسم‌هایِ واژَنی است (به معنای ارگاسم بدون هیچ گونه تحریک کلیتوریس).» این نظریه باعث احساس ناکافی بودن بسیاری از زنان شد، زیرا اکثر زنان نمی‌توانند تنها با رابطه جنسی واژَنی به ارگاسم برسند. دربارهٔ مذهب، رحم نمادی قدرتمند به عنوان یونی در هندوئیسم است که «قدرت زنانه» را نمایان می‌سازد و این می‌تواند به ارزشی که جامعه هندو به جنسیت زنانه و توانایی واژَن برای ارائه زندگی اختصاص داده است، اشاره کند؛ با این حال، یونی به عنوان نمادی از «رحم» به معنای اولیه نیست.
در حالی که در زمانهای قدیم، واژَن اغلب معادل (هم‌ساخت‌شناسی) «کیر» در نظر گرفته می‌شد، آناتومیست‌ها جالینوس (۲۰۰–۱۲۹ میلادی) و آندریاس وسالیوس (۱۵۶۴–۱۵۱۴) با توجه به اینکه اندام‌ها از نظر ساختاری یکسان هستند به جز واژَن که واژَن است، آن را به عنوان یکسان ساختاری در نظر می‌گرفتند، مطالعات آناتومی در قرن‌های بعدی نشان داد که «کلیتوریس» معادل «کیر» است. تصور دیگر از واژَن این بود که ترشح مایعات واژَن می‌تواند درمان برخی از بیماری‌ها باشد یا آنها را تسکین دهد؛ روش‌های مختلفی در طول قرن‌ها برای تخلیه «بذر زن» یا «دانه‌های ماده» (از طریق روان‌کاری واژینال یا انزال زنانه) به عنوان درمانی برای «سفکتیو اکس سمینه رتنتو» (خفگی رحم، به معنای "خفگی از بذر نگهداشته شده")، بیماری سبز و شاید هیستری زنانه استفاده می‌شد. روش‌های گزارش شده برای درمان، شامل مالیدن دیواره‌های واژَن توسط ماماها و وارد کردن «کیر» یا اشیاء به شکل «آلت تناسلی مرد» به داخل واژَن بود. علائم تشخیص هیستری زنانه (یک مفهوم که توسط مقامات پزشکی به عنوان اختلال پزشکی شناخته نمی‌شود) شامل سرگیجه، عصبانیت، بی‌خوابی، نگهداری مایعات، سنگینی در شکم، تشنج عضلانی، تنگی نفس، عصبانیت، کاهش اشتها برای غذا یا رابطه جنسی و تمایل به ایجاد مشکل است. زنانی که به عنوان مبتلا به شرایط هیستری زنانه در نظر گرفته می‌شدند، گاهی ماساژ لگنی را تجربه می‌کردند، همچنین تحریک اعضای تناسلی توسط پزشک تا زمانی که زن به تجربه «پاراکسیسم هیستریک» (به عبارتی، ارگاسم) می‌رسید، ادامه می‌یافت. در این مورد، پاراکسیسم به عنوان یک درمان پزشکی، نه یک تجربه جنسی، در نظر گرفته می‌شد.
به واژَن و لبهای بیرونی آن (کُس)، نام‌های مبتذل بسیاری داده‌اند که سه تای آن‌ها کانت، توات و پوسی هستند. کانت همچنین به عنوان یک لقب تحقیر آمیز برای اشاره به افرادِ هر دو جنس استفاده می‌شود. این استفاده نسبتاً جدید است و از اواخر قرن نوزدهم آغاز شده است. با انعکاس کاربردهای مختلف ملی، در فرهنگ لغت انگلیسی فشرده آکسفورد، کانت به عنوان «شخص ناخوشایند یا احمق» توصیف شده است، در حالی که مریام-وبستر اصطلاحی را به عنوان «معمولاً تحقیرآمیز و ناپسند: زن» توصیف کرده است. با اشاره به اینکه در ایالات متحده از آن به عنوان «روشی توهین آمیز برای اشاره به یک زن» استفاده می‌شود. رندوم هاوس آن را به عنوان «مردی نفرت‌انگیز، حقیر یا احمق» تعریف می‌کند. برخی از فمینیست‌ها در دهه ۱۹۷۰ سعی کردند اصطلاحات توهین‌آمیز مانند «کانت» را از بین ببرند. توات، به عنوان یک لقب تحقیرآمیز به ویژه در انگلیسی بریتانیایی استفاده گسترده‌ای دارد و به یک شخص «نفرت‌انگیز یا احمق» اشاره می‌کند. پوسی، می‌تواند نشان‌دهنده «بزدلی یا ضعف»، «کُس یا واژَن» یا به تعبیری «آمیزش جنسی با زن» باشد. در انگلیسی معاصر، استفاده از واژه «پوسی» برای اشاره به زنان، توهین‌آمیز یا تحقیرآمیز تلقی می‌شود زیرا که با شخص به عنوان اشیاء جنسی رفتار می‌شود.

### در ادبیات و هنر
واژَن لوکنز یا «واژَن سخنگو» یک سنت قابل توجه در ادبیات و هنر است که قدمت آن به نقوش فولکلور باستانی «خرگوش سخنگو» می‌رسد. این داستان‌ها معمولاً شامل واژَن‌هایی هستند که به واسطه افسون یا سحر و جادو صحبت می‌کنند و اغلب به بی عفتی خود اعتراف می‌کنند. دیگر داستان‌های عامیانهٔ واژَن، به عنوان داشتن دندان «واژَن دِنتاتا» (در لاتین به معنای "واژَن دندان‌دار") اشاره دارند. این اشاره‌ها به این معناست که رابطه جنسی ممکن است منجر به آسیب، ضعف جنسی یا مردی‌زدایی و اخته شدن مرد شود. این داستان‌ها به‌طور مکرر به عنوان داستان‌های اخطارآمیز گفته می‌شد که در مورد خطرات زنان ناشناس هشدار می‌داد و برای جلوگیری از تجاوز روایت می‌شدند.
در سال ۱۹۶۶، هنرمند فرانسوی نیکی دو سان فال با هنرمند دادائیسم جین تینگوئلی و پر اولوف التویدِت در نصب مجسمه بزرگی به نام «هون-اِن کاتِدرال» (به معنای «او یک کلیسای جامع» است) برای موزه مدرنا، در استکهلم، سوئد همکاری کرد. هون-اِن کاتِدرال، شکل بیرونی یک مجسمه غول پیکر و خوابیده از یک زن است که بازدیدکنندگان می‌توانند از طریق دهانهٔ واژَن به اندازهٔ یک در و از بین پاهای باز شده او وارد شوند.
«تک‌گویی‌های واژَن»، نمایشنامه‌ای قطعه‌ای از ایو انسلر در سال ۱۹۹۶، جنسیت زنانه را به موضوعی برای گفتمان عمومی تبدیل کمک کرده است. این نمایشنامه از تعداد متفاوتی از تک‌گویی‌ها تشکیل شده است که توسط تعدادی از زنان خوانده می‌شوند. در ابتدا، انسلر هر تک‌گویی را خودش اجرا می‌کرد و در نسخه‌های بعدی سه بازیگر زن حضور داشتند؛ نسخه‌های بعدی شامل یک بازیگر متفاوت برای هر نقش می‌شوند. هر یک از مونولوگ‌ها به جنبه‌ای از تجربه زنانه می‌پردازد و به مسائلی مانند فعالیت جنسی، عشق، تجاوز، قاعدگی، ختنه اندام تناسلی زنان، خودارضایی، زایمان، ارگاسم، نام‌های مختلف متداول برای واژَن یا به عنوان یک جسم فیزیکی از بدن اشاره دارد. یک موضوع تکراری در تمام این قطعات، واژَن به عنوان ابزاری برای توانمندسازی زنانه و نمادی از فردیت است.

### تأثیرات اصلاح دستگاه تناسلی
دیدگاه‌های اجتماعی که تحت تأثیر سنت، کمبود دانش دربارهٔ آناتومی یا جنسیت‌گرایی قرار می‌گیرند، می‌توانند تأثیر قابل توجهی بر تصمیم یک فرد برای تغییر اعضای تناسلی خود یا فرد دیگری داشته باشند. زنان ممکن است بخواهند اعضای تناسلی خود (واژَن یا کُس) را تغییر دهند زیرا باور دارند که ظاهر آن، مانند طول لبه‌کوچک، طبیعی نیست یا به این دلیل که می‌خواهند دهانهٔ واژَن کوچک‌تر یا واژَن تنگ‌تر داشته باشند. زنان ممکن است بخواهند از نظر ظاهری و عملکرد جنسی جوان بمانند. این دیدگاه‌ها اغلب تحت تأثیر رسانه‌ها، از جمله فیلم‌های پورنوگرافی، قرار می‌گیرند و در نتیجه باعث می‌شود در این موارد زنان عزت نفس پایینی داشته باشند. آنها ممکن است از برهنه شدن در مقابلِ شریکِ جنسیِ خود خجالت بکشند و اصرار کنند که با چراغ خاموش رابطه جنسی داشته باشند. هنگامی که جراحیِ اصلاحِ دستگاهِ تناسلی صرفاً به دلایل زیبایی انجام می‌شود، اغلب با دیدگاه منفی به آن نگاه می‌شود و برخی پزشکان این نوع جراحی را با ختنهٔ اندام تناسلی زنان (FGM) مقایسه کرده‌اند.
ختنهٔ اندام تناسلی زنان، همچنین به عنوان ختنهٔ زنان یا بریدن اندام تناسلی زنان نیز شناخته می‌شود، اصلاح و تغییر شکل اعضای تناسلی بدون فواید بهداشتی است. شدیدترین شکل آن ختنه نوع سوم است که شامل بریدن کل یا بخشی از لبه‌های خارجی و دوختن فرج و بسته شدن واژَن است. در این روش یک سوراخ کوچک برای خروج ادرار و خون قاعدگی باقی می‌ماند و بعداً واژَن برای رابطه جنسی و زایمان باز می‌شود.
مناقشه قابل توجهی پیرامون ختنه اندام تناسلی زنان با سازمان بهداشت جهانی (WHO) و سایر سازمان‌های بهداشتی که به نمایندگی از حقوق بشر در برابر این روش‌ها مبارزه می‌کنند، همراه است. آنها اعلام کرده‌اند که این اقدام «تجاوزی به حقوق بشر دختران و زنان» است و «منعکس کننده نابرابری ریشه دار بین جنسیت‌ها است». ختنه کردن اندام تناسلی زنان تقریباً در تمام تمدن‌های بشری در یک مقطع زمانی وجود داشته است، که بیشتر به منظور کنترل رفتار جنسی، از جمله خودارضایی، دختران و زنان انجام می‌شود. این عمل در چندین کشور، به ویژه در آفریقا و تا حدودی در سایر نقاط خاورمیانه و جنوب شرق آسیا، بر روی دختران چند روزه تا اواسط نوجوانی، اغلب برای کاهش میل جنسی در تلاش برای حفظ پرده بکارت و باکرگی زنان انجام می‌شود. کمفورت موموه، اظهار داشت که ممکن است ختنه اندام تناسلی زنان «در مصر باستان به عنوان نشانه تمایز در میان اشراف انجام شده باشد». گزارش‌هایی که نشان می‌دهد آثاری از آلت‌دوزی در مومیایی‌های مصری وجود دارد، موجود است.
آداب و رسوم و سنت بیشترین دلایلی است که برای انجام ختنه زنان ذکر شده است. برخی از فرهنگ‌ها معتقدند که ختنهٔ اندام تناسلی زنان بخشی از مراسم ورود دختران به بلوغ است و عدم انجام آن می‌تواند انسجام اجتماعی و سیاسی را مختل کند. در این جوامع، دختران اغلب به عنوان بالغ در نظر گرفته نمی‌شوند، مگر اینکه این عمل را انجام داده باشد.

## دیگر حیوانات

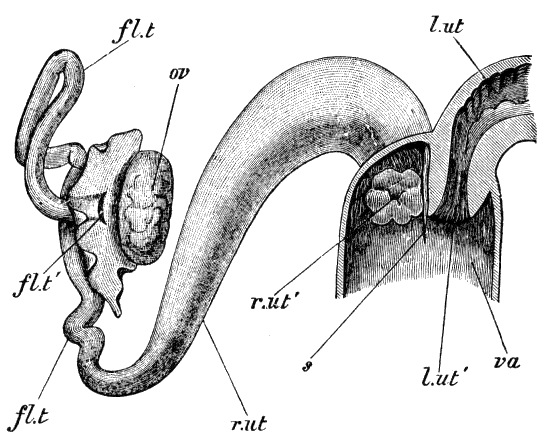
تصویر مربوط به سال ۱۹۰۲ از دستگاه تناسلی یک ماده خرگوشک اروپای.

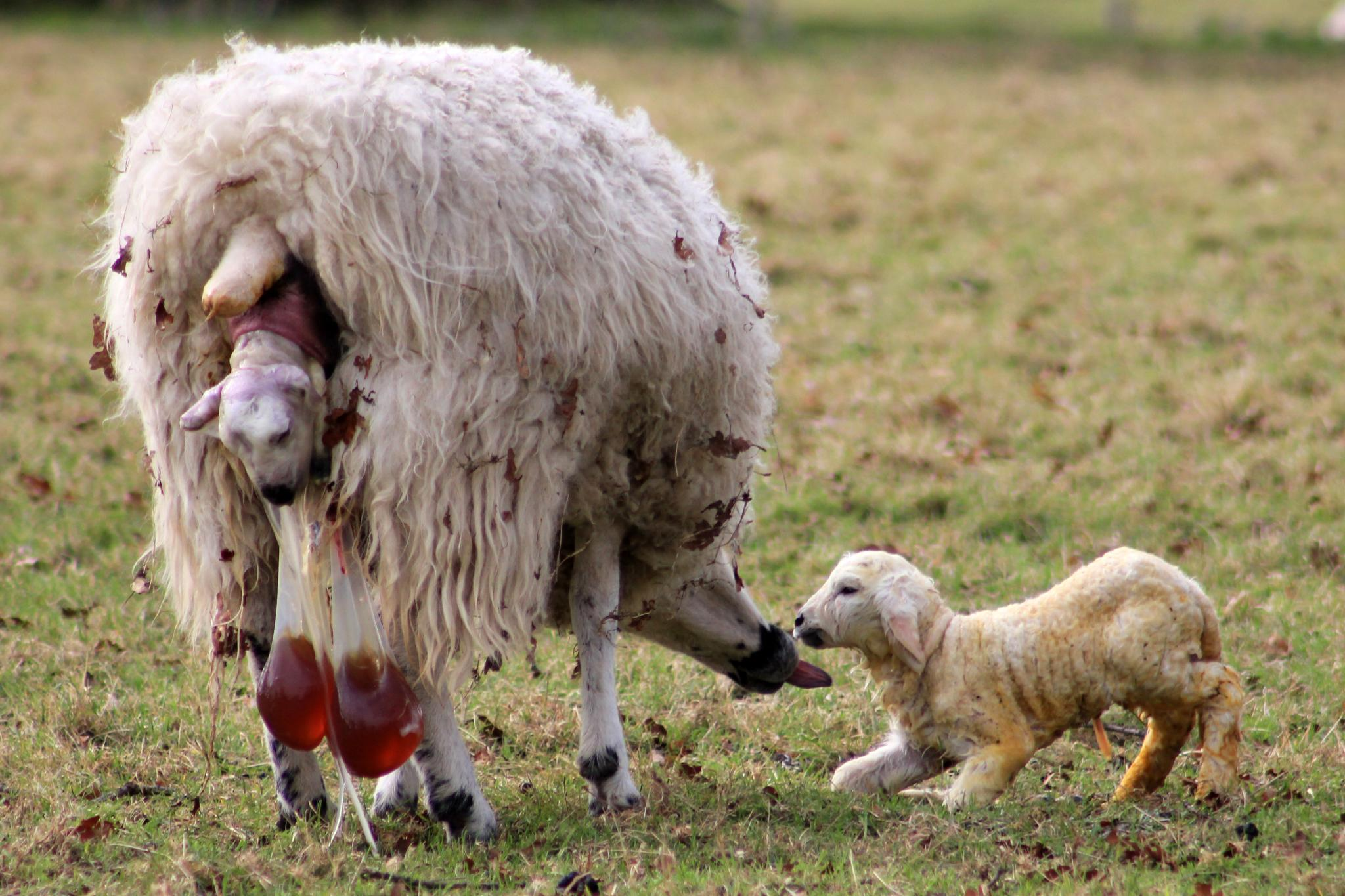
یک گوسفند از طریق واژَن زایمان می‌کند.

واژَن یک ساختار در حیوانات است که در آن جنس ماده به جای نوعی لقاح ضربه‌ای که توسط برخی از بی‌مهرگان استفاده می‌شود، به شکل داخلی بارور می‌شوند. شکل واژَن در میان حیوانات مختلف متفاوت است. در پستاندارانِ جفت‌دار و کیسه‌داران، واژَن از رحم به قسمت بیرونی بدن ماده منتهی می‌شود. کیسه‌دارانِ ماده دو واژَن جانبی دارند که به رحم‌های جداگانه منتهی می‌شوند، اما هر دو از طریق یک روزنهٔ بیرونی باز می‌شوند؛ یک کانال سوم که به عنوان واژَن میانی شناخته می‌شود و ممکن است موقت یا دائمی باشد، برای زایمان استفاده می‌شود. کفتارِ خالدارِ ماده منفذ خارجی واژَن ندارد. به جای آن، واژَن از طریق کلیتوریس خارج می‌شود، که به ماده‌ها امکان ادرار کردن، جفت‌گیری و زایمان از طریق کلیتوریس را می‌دهد. واژَن کایوت ماده در طول جفت‌گیری منقبض و تنگ می‌شود و یک اتصال جفت‌گیری را تشکیل می‌دهد.
تک‌سوراخ‌سانان، پرندگان، خزندگان و دوزیستان دارای کلواک و منفذ خارجی مجاری گوارشی، ادراری و تولید مثلی هستند. برخی از مهره‌داران دارای بخشی از لوله رحمی هستند که به کلواک منتهی می‌شود. مرغ‌ها دارای یک دهانه واژَنی هستند که از راس عمودی کلواک باز می‌شود. واژَن از دهانه به سمت بالا گسترش می‌یابد و به غدد تخمک تبدیل می‌شود. در برخی از ماهیانِ بدونِ آرواره، هیچ لولهٔ رحمی و واژَنی وجود ندارد و به جای آن تخمک مستقیماً از داخل حفره بدن عبور می‌کند (و در بیشتر ماهیها و دوزیستان از خارج بارور می‌شوند). در حشرات و سایر بی مهرگان، واژَن می‌تواند بخشی از مجرای تخمک باشد (به سیستم تولید مثل حشرات مراجعه کنید). پرندگان یک کلواک دارند که در آن مجرای ادراری، مجرای تولید مثلی (واژَن) و دستگاه گوارش خالی می‌شوند. نوع مادهٔ برخی از گونه‌هایِ ماهیانِ آبزیِ ساختارهایِ واژَنی به نام کیسه‌های بن‌بست و کویل‌های هم‌جهت عقربهٔ ساعت برای محافظت از خود در برابر تجاوز جنسی ایجاد کرده‌اند.
فقدان تحقیق در مورد واژَن و دیگر اعضای تناسلی زنان، به ویژه برای حیوانات مختلف، دانش در مورد آناتومی جنسی زنان را محدود کرده است. یک توضیح برای اینکه چرا اعضای تناسلی مرد بیشتر مورد مطالعه قرار می‌گیرد، درواقع ساده‌تر بودن تجزیه و تحلیل اعضای تناسلی مردانه نسبت به حفره‌های تناسلی زنانه است، زیرا اعضای تناسلی مردانه معمولاً بیرون زده است و بنابراین آسان‌تر قابل ارزیابی و اندازه‌گیری است. در مقابل، اندام تناسلی زنان بیشتر پنهان هستند و نیاز به تجزیه و تحلیل بیشتری دارند، که در نتیجه نیاز به زمان بیشتری دارد. توضیح دیگری این است که یکی از عمده‌ترین وظایف آلت تناسلی مرد، باروری است، در حالی که اعضای تناسلی زنان ممکن است شکل خود را در تعامل با اعضای تناسلی مردانه تغییر دهند، به ویژه به منظور بهره‌برداری یا مانع شدن از موفقیت تولیدمثلی.
نخستی‌سانان غیرانسانی مدل‌های بهینه‌ای برای تحقیقات زیست‌پزشکی انسانی هستند، زیرا انسان‌ها و نخستی‌سانان غیرانسانی در نتیجهٔ فرگشت ویژگی‌های فیزیولوژیکی مشترکی دارند. در حالی که قاعدگی به شدت با نوع مادهٔ انسان (زنان) مرتبط است، و آنها بارزترین قاعدگی را دارند، این وضعیت برای خویشاوندان میمون انسان‌نما و میمون‌ها نیز رخ می‌دهد. ماکاک‌های ماده نیز قاعدگی دارند، با طول چرخه‌ای که در طول عمرشان با زنان (انسان) قابل مقایسه است. استروژن‌ها و پروژسترون‌ها در چرخه‌های قاعدگی و در دوران پیش از قاعدگی و پس از یائسگی نیز در زنان و ماکاک‌ها مشابه هستند. با این حال، تنها در ماکاک‌ها کراتینه شدن اپیتلیوم در طول فاز فولیکولی رخ می‌دهد. پی‌اچ واژَن ماکاک‌ها نیز متفاوت است، و مقادیر میانی نزدیک به خنثی تا کمی قلیایی دارد و به‌طور گسترده‌ای متغیر است، که ممکن است به دلیل کمبود لاکتوباسیل در میکروبیوم واژَن باشد. این یکی از دلایلی است که با وجود استفاده از ماکاک‌ها برای مطالعه انتقال ویروس HIV و آزمایش‌های ضدمیکروبی، مدل‌های حیوانی به‌طور معمول در مطالعه عفونت‌های مقاربتی مانند تریکومونازیس استفاده نمی‌شوند. دلیل دیگر آن این است که علل چنین شرایطی به‌طور جدایی ناپذیری با ساختار ژنتیکی انسان پیوند خورده است و به کار بردن نتایج حاصل از گونه‌های دیگر روی انسان را دشوار می‌کند.

## یادداشت
1. ↑  در برخی جوامع، واژن به عنوان موضوع تبعیض و تنقید مورد استفاده قرار گرفته و به نگرانی‌ها و ترس‌های اجتماعی منجر شده است. این تبعیض و نگرانی‌ها می‌توانند به تشویش اعتمادبه‌نفس و رفتارهای جنسی ناسالم زنانه انجامیده و زندگی جنسی فرد را تحت تأثیر قرار دهند.
2. ↑  مجاری پارامزوفریک (یا مجاری مولرین) مجاری جفتی جنین در دستگاه تناسلی زنانه هستند که از طرفین جانبی برآمدگی تناسلی عبور کرده و به غده سینوسی در سینوس ادراری تناسلی اولیه ختم می‌شوند. در زنان، آنها به شکل لوله‌های فالوپ، رحم، دهانه رحم و یک سوم بالای واژن رشد می‌کنند.
3. ↑  سینوس ادراری تناسلی بخشی از بدن انسان است که فقط در رشد اندام‌های ادراری و تناسلی وجود دارد. این قسمت شکمی کلواک است که پس از جدا شدن کلواک از کانال مقعدی در هفته‌های چهارم تا هفتم تشکیل می‌شود.
4. ↑  نوعی بافت تخصصی است که از لایه‌های مرتب شده از سلول‌ها تشکیل شده است. این نوع بافت بدن را در برابر نفوذ میکروب‌ها حفاظت می‌کند، زیرا بیشتر میکروب‌ها قادر به نفوذ از طریق بافت محافظی نظیر پوست و غشای مخاطی نیستند؛ بنابراین، این یکی از راه‌های محافظتی بدن در برابر عفونت‌های میکروبی است. این بافت به عنوان لایه بیرونی پوست و لایه داخلی دهان، مری و واژن نقش دارد.
5. ↑  جستجوی حفره بدن، که به سادگی به عنوان جستجوی حفره نیز شناخته می‌شود، یک جستجوی بصری یا بازرسی داخلی دستی حفره‌های بدن برای یافتن مواد ممنوعه (کالاهای قاچاق)، مانند مواد مخدر، پول، جواهرات یا سلاح غیرقانونی است. حفره‌های بدن که اغلب برای پنهان کردن استفاده می‌شود شامل دهان، واژن و راست روده است.
6. ↑  حلقه واژینال ضدبارداری نوعی جاساز هورمونی است که به منظور جلوگیری از بارداری در واژن قرار می‌گیرد. خود حلقه‌ها از یک ماتریس پلیمری پلاستیکی استفاده می‌کنند که به داروی ضدبارداری آغشته شده است. این دارو، اغلب با یک یا دو هورمون، مستقیماً از طریق جریان خون از طریق سلول‌هایی که دیواره واژن را پوشانده‌اند جذب می‌شود.
7. ↑  برخی از مطالعات نشان داده‌اند که پرتودرمانیِ درمانِ سرطانِ دهانه‌یِ رحم، ممکن است خطر ابتلا به سرطان واژن را افزایش دهد، اما نتایج این مطالعات متضاد بوده و نیاز به تحقیقات بیشتر دارد.
8. 1 2  واژینیت آتروفیک، التهاب دیواره‌های واژن در نتیجه نازک شدن بافت به دلیل کمبود استروژن است.